# ウルトラマン80の登場怪獣
- ウルトラマン80 > ウルトラマン80の登場怪獣
- ウルトラ怪獣一覧 > ウルトラマン80の登場怪獣

ウルトラマン80の登場怪獣（ウルトラマンエイティのとうじょうかいじゅう）は、特撮テレビドラマ『ウルトラマン80』に登場する架空の怪獣、宇宙人、ロボット、その他の生物の一覧である。

## 月ノ輪怪獣 クレッセント
第1話「ウルトラマン先生」に登場。
人間の憎しみや悲しみなどのマイナスエネルギーが実体化して誕生し、ウルトラマン80と地球で最初に戦った怪獣。ナレーションでは5年ぶりに現れた怪獣と解説される。その名の通り、首元に白い三日月のような模様を持つ。猛スピードで地中を掘り進むことから、地上での動きも素早いだろうとUGMは分析する。凶暴な性格で、マグマを食べて生きている。防衛軍のレーザーも効かない硬い皮膚を持つ。最大の武器は目から放つ赤色熱線。各地の地底を移動しながら、マグニチュード8の地震を誘発させ、桜ケ岡中学校付近に出現した。80との戦いでは怪力を用いて窮地に追い込むが、最後は熱線を80のウルトラVバリヤーで防がれ、ひるんだ隙に背負い投げを食らい、立ち上がったところに80のサクシウム光線を受けて絶命する。
- モデルは別名が表す通りツキノワグマ[要出典]。
- デザインは山口修が担当した[11]。造形ではデザイン画にない黒目が追加された[出典 4]。
- 造形は開米プロが担当した[13]。
- 作家の小森陽一には、特徴としては首元の模様ではなく大きく裂けた口を挙げられており、（本放送当時に流行していた）「口裂け女の恐ろしげな気配が投影されていたように思える」との旨で評されている[14]。

### その他の作品に登場するクレッセント
- 『ウルトラマンZ』第24話では、北海道の室別（架空の地名）に所在する第36怪獣管理区域にて監視下に置かれている休眠中の怪獣として、名前が登場。セレブロが寄生したナカシマヨウコが操縦するウルトロイドゼロに吸収され、同機から変貌するデストルドスの一部となってしまう[15]。
- テレビアニメ『SSSS.GRIDMAN』第2話では、新条アカネの部屋の棚にクレッセントのフィギュアが飾られている[16][17]。

## 羽根怪獣 ギコギラー
第2話「先生の秘密」に登場。
住みやすい星を求め、何万年も宇宙を飛び回る凶暴な怪獣。地球から発生させるマイナスエネルギーに導かれるかのように突如として地球へと襲来、夜のビル街に暴れ回ったが、UGMの迎撃で弱点の背中に集中攻撃を受け月の裏側まで撤退する。そこでマイナスエネルギーを蓄えてパワーアップを果たし（弱点も克服する）、再び地球へ飛来する。巨大な両翼ですべてを吹き飛ばす突風を巻き起こすほか、口から吐く強力な熱光線も破壊力は抜群で、迎撃に現れた地球防衛軍はもとより、UGMの背中への攻撃も受けつけず、破壊を続行して町を大混乱に陥れた。登場した80と激しい格闘戦を繰り広げ、熱線と尻尾、翼による打撃で80を苦戦させるが、最後は80の首投げをきっかけとして、ウルトラ400文キックを3連続で食らい、無防備となったところにサクシウム光線の直撃を受けて倒れた。
- デザインは山口修が担当した[11]。着ぐるみはデザイン画より翼が大きく造形されている[8][11]。
- 造形は開米プロが担当した[13]。
- テレビアニメ『SSSS.GRIDMAN』第2話では、新条アカネの部屋の棚にギコギラーのフィギュアが飾られている[16][17]。

## 硫酸怪獣 ホー
第3話「泣くな初恋怪獣」に登場。
桜ヶ丘中学1年の少年・中野真一が誕生させた怪獣。失恋した真一の悲しみと怒りの感情によってマイナスエネルギーの霧が発生し、マイナスエネルギー波を真一に浴びせて心と完全に一体化して消えた翌日、恋人・みどりを奪った柴田の姿を見て真一の感情が高まり、心にマイナスエネルギーが宿る。その日の夜、再びマイナスエネルギーの霧が現われ、真一に刺激を与えて怪獣の誕生を誘発し、刺激を受けた就寝中の真一は苦しみと共に怪獣を産み始める。真一はUGMの怪獣レーダーに感知されるほどにマイナスエネルギーを増大させ、苦痛のうなり声と共に抜け出た真一の姿をしたマイナスエネルギーは、霧を吸収して怪獣の姿に変化しながら巨大化かつ実体化し、ホーが誕生した。
常に悲しげな声で泣き、硫酸の涙を撒き散らして何でも溶かす。耳は30キロメートル圏内の音を感知するレーダーになっており、マイナスエネルギーをキャッチするほか、マイナスエネルギー心臓と硫酸心臓の2つの心臓を持ち、口からは熱線（炎、高熱火炎）を放射し、尻尾からは毒ガスを噴く。真一の潜在意識を受けてみどりのもとへ向かうが、汗だくになってホーを産み終えてエネルギーを使い果たした真一は放心状態になっており、ホーを誕生させた時の記憶は残っていない。やがて、矢的の説得によって自我を取り戻した真一の心からホーはすでに離れており、真一が憎しみや嫉妬の感情を捨てても暴れ回る。最後はウルトラマン80と交戦し、マイナスエネルギーの塊の影響によってサクシウム光線でも倒れなかったが、続けざまに放たれたバックルビームで消滅する。
- デザインは山口修[25]。デザイン画では着ぐるみより耳と首が短く描かれていた[出典 11]。
- 硫酸の涙は『ウルトラ怪獣攻げき技大図鑑』で「レセンティールティア」と名付けられた。

## だだっ子怪獣 ザンドリアス
第4話「大空より愛をこめて」に登場。
マザーザンドリアスの子供怪獣。人間で言えば中学生程度の年齢で、体は一人前だが親に素直に甘えられない反抗期。マッハ8のスピードで大気圏内を飛行し、恒星間は隕石状の姿となってマッハ20で移動する。マザーザンドリアスとは特殊な音波で会話する。
親と喧嘩し、すねて地球に逃げてきた。初めはマザーザンドリアスの説得も聞き入れなかったが、突如現れた80に攻撃されるマザーザンドリアスを口から赤色光線（熱線・破壊光線）を吐いて助け、仲直りして共に宇宙へ帰る。
- 名前は、第4話脚本の阿井文瓶とプロデューサーの満田かずほが企画のために立ち寄ったレストラン「サンドリア」から拝借したものである[28]。
- デザインは山口修が担当した[11]。造形ではマザーザンドリアスとの体格以外の差異はなく、顔の表現も異なる[11]。地球落下時の身体を丸めた姿も描かれた[11]。
- 造形はコスモプロが担当した[13]。

### 親怪獣 マザーザンドリアス
第4話「大空より愛をこめて」に登場。
子供のザンドリアスを追って地球に来た怪獣。目から破壊光線を放ち、迎撃してきたアメリカエリアの地球防衛軍を誤って全滅させる。翼で強風を起こすほか、マッハ10のスピードで大気圏内を飛行する。目は赤外線レーダーにもなる。
仲違いして地球に逃げ込んだザンドリアスを説得して宇宙へ連れ帰ろうとするがうまくいかず、困っていたところに突如現れた80に攻撃を受ける。これは80がザンドリアス親子を仲直りさせるために行った芝居で、親子は力を合わせて80を退け共に宇宙へ帰っていった。
- デザインは山口修が担当した[11]。デザイン画ではドラゴンのような表現となっていた[11]。
- 造形はコスモプロが担当した[13]。

### 『ウルトラマンジード』に登場するザンドリアス
『ウルトラマンジード』第10話「ココロヨメマス」に登場。
地球の山中に襲来し、すねて暴れたり全身を結晶化させて地下100メートルに引きこもったりするなど周囲を翻弄した果てにウルトラマンジードと交戦する。アクロススマッシャーのスマッシュムーンヒーリングを受けても沈静化せずに暴れ、怪力や翼による突風、そして口から放つヨルゴビーム、目から放つ赤色光線アドレセントビームでジードをカラータイマー点滅まで追い詰めるが、ゾベタイ星人ナビアのテレパシー能力で心を読まれる。地球に来たのは、好意を抱いていた幼馴染にそっぽを向かれて辛くなったからと誤解してのことだった。その後、愛崎モアによって叱咤激励されたうえ、ウルトラマンゼロ ビヨンドによって宇宙空間へ放り出され、そこで迎えに来た幼馴染と仲直りした。
- 第10話監督の冨田卓によれば、ザンドリアスの新造型スーツがあることを聞いて登場を即決したという[34]。冨田はマザーを登場させることも検討していたが、造形的にマザーにすることは難しかったため、女の子の個体が登場することとなった[35]。登場時の描写やSEは、『80』を意識している[34]。
- クライマックスの宇宙に送り出される描写は脚本にはなく、演出で追加された[34]。当初の案ではゼロビヨンドがウルトラマンビクトリーの力で腕をEXレッドキングに変化させて宇宙に送り出すというものであった[35]。

### 『ウルトラマンタイガ』に登場するザンドリアス

#### 若親怪獣 ヤングマザーザンドリアス
『ウルトラマンタイガ』第1話「バディゴー！」に登場。早期に出産したことにちなみ、ヤングマザーと呼称される。
ベビーザンドリアスの若い母。口から吐くヤングマザービームが武器である。
マグマ星人にさらわれたベビーザンドリアスを救出するため、地球に飛来したところをゼガンに怪獣オークションのデモンストレーションとして痛めつけられる。ゼガンがヘルベロスに倒された後もその攻撃からビル内のベビーザンドリアスを守ろうと身を呈してさらに痛めつけられ、倒れ込む。最後は、ベビーザンドリアスと共に河津の宇宙船で仲間のもとへ帰っていく。
- スーツアクター：安達仁美

#### 雛怪獣 ベビーザンドリアス
『ウルトラマンタイガ』第1話「バディゴー！」に登場。
乱獲され、絶滅の危機に瀕しているザンドリアス種の赤ん坊。当初はケース内に封印されていたが、ヤングマザーザンドリアスを誘き出すため、マグマ星人に誘拐されたうえ、ヘルベロスの出現後はビル内に放り出されて瓦礫の間に閉じ込められたところを、ヘルベロスの攻撃による爆炎の中でヒロユキと一体化したタイガに救出され、ヤングマザーザンドリアスのもとへ届けられる。
- デザインは井野元大輔が担当した[出典 22]。人が抱けるサイズで可愛らしくなるように愛着が湧くものという発注をもとに、ザンドリアスの羽がコウモリのようであったことから、コウモリの赤ちゃんやペンギンの赤ちゃんの形をデザインに反映させている[40][42]。初稿では登場した時点で何の怪獣だか分からず、親が後半に出てくることで分かるような展開にするため、ザンドリアスから離れた毛が生えたヒヨコのようなビジュアルであった[40][42]。
- 封印されていたケースは、上下に風呂の椅子を張り合わせたもの[43]。

### 『ウルトラギャラクシーファイト 大いなる陰謀』に登場するザンドリアス
YouTubeオリジナル配信作品『ウルトラギャラクシーファイト 大いなる陰謀』Chapter.3に登場。
ウルトラマンロッソとウルトラマンブルが不在中の綾香市にノイズラーと共に現れ、応戦したウルトラウーマングリージョを肉弾戦で追い込むが、奮起した彼女にグリージョショットを浴びせられて戦意を喪失し、ノイズラーと共に空中へ退散する。

### 海賊雛怪獣 ベビーザンドリアス ケダミャー
『ウルトラマントリガー NEW GENERATION TIGA』第7話「インター・ユニバース」に登場。
何者かに改造を施されたか、突然変異によって様々な星の言語体系を理解して会話することの出来る特異種。銀河中の宝を略奪することにロマンを感じる性格で、バロッサ星人（四代目）を「オヤビン」と慕い、通訳兼相棒として付き従う。
ウルトラマントリガーのいる地球では、四代目と共にイグニスとのお宝勝負などを繰り広げる。ウルトラマントリガーとウルトラマンゼットに撃退された後は、イグニスに糞を見舞い、どこかへ飛び去る。
- 声：湯浅かえで

### 『ウルトラマンアーク』に登場するザンドリアス

#### 夢咲き鳥怪獣 ベビーザンドリアス（ドリちゃん）
『ウルトラマンアーク』第21話「夢咲き鳥」に登場。
どんな願いも叶えるという赤い球が夢咲き鳥に会いたいという弱小編集プロダクション「綺羅星社」に勤務する夢追い人のアオイの願いに反応して姿を変えた小さな夢咲き鳥怪獣。鳴き声が「クックドリドゥー」であったため、ドリームの「ドリ」から取ってドリちゃんとアオイに名付けられ、段ボール箱に入れられて事務所で飼育される。菓子パンが好物であったが、食べ続けたことで2メートル弱の人間大まで成長する。

#### 夢咲き鳥怪獣 ザンドリアス（ドリちゃん）
『ウルトラマンアーク』第21話「夢咲き鳥」に登場。
ドリちゃんが好物の菓子パンを食べ続けた結果、さらに成長した姿。人間に危害を加えることはないが、民衆に怖がられてアオイとともに公園へ逃げ、市民からの通報で駆け付けた出動した防衛隊隊員が発砲したことでベビーザンドリアスの姿に戻った後、アオイの憎しみによって体内の赤い球ごとキングオブモンスに姿を変える。
- スーツアクター：新井宏幸

### その他の作品に登場するザンドリアス
- 『ウルトラゾーン』第13話でのミニコーナー「怪獣ことわざ」に、「にどあることはザンドリアス」という絵が登場する[52]。
- 『ウルトラ怪獣擬人化計画』にて擬人化される。デザインは猫缶まっしぐらが担当。
  - 漫画『ウルトラ怪獣擬人化計画 ギャラクシー☆デイズ』に登場。何もしていないのにしゃっくりが止まらなくなり、友人のバキシムに「しゃっくりが100回出ると死ぬ」と言われ、それが原因でとんでもない状況に巻き込まれたり、メフィラス星人二代目のTシャツを「微妙」と言ったばかりにマンダリン草で刺されるなど、登場するたびに何かと酷い目に遭わされることが多い、薄辛の少女。原典とは異なり、親と喧嘩しているかは不明。
  - アニメ『怪獣娘（かいじゅうがーるず） 〜ウルトラ怪獣擬人化計画〜』では、ザンドリアスの魂を受け継いだ怪獣娘として登場する。
- テレビアニメ『SSSS.GRIDMAN』第2話では、新条アカネの部屋の棚にザンドリアスのフィギュアが飾られている[16][17]。
- 2017年には、上記の『ウルトラ怪獣擬人化計画』での人気を経て行なわれたクラウドファンディングプロジェクト「ザンドリアスをもう一度地球へ呼ぼう」により、新規スーツが制作された[53]。

## 四次元宇宙人 バム星人
第5話「まぼろしの街」に登場。
四次元空間を往来できる次元移動電車を終電に見せかけて人々を乗せ、四次元都市に拉致して前線基地の建造に従事させる。催眠術で多くの地球人を操り、地球侵略に使うロボット怪獣メカギラスを完成させる。また四次元都市に侵入してきた矢的をブライトスティックが作動せず、変身できない隙に負傷させた。集団で活動し、各々が特殊警棒やリボルバー式の特殊銃など何らかの武器を持っている。手負いの矢的に全員とも倒されるなど戦闘能力は低く、四次元空間のコントロール装置も同時に破壊されたことで80への変身を許す。
- 演（タクシー運転手）：武央和也[7]
- デザインは山口修が担当した[11]。デザイン画ではアメリカンポリスのような服装で描かれており、劇中での矢的の尋問時に被っていた帽子はその名残りである[11]。
- 眼の発光は電飾ではなく、「スコッチライト」という光反射テープを貼って表現している[55]。
- 劇中では矢的には軽くあしらわれているものの、書籍設定では「1人でグリーンベレー50人分の力を持つ」と記述されている[56]。
- 居村眞二の漫画版でのバム星人登場エピソードはテレビ版の続編的な内容となっており、京子を人質にとって80にメカギラス2号（後述）を差し向けるが、京子を奪還した80にサクシウム光線でメカギラス2号共々粉砕される。

## 四次元ロボ獣 メカギラス
第5話「まぼろしの街」に登場。
バム星人が、捕らえた人間を利用して作り上げた戦闘用のロボット怪獣。四次元空間と人間の住む三次元空間を自由に往来でき、神出鬼没にレーダー基地などを攻撃する。武器は口からの強力な破壊光線（レーザー光線）と上アゴから1分間に2000発連射するミサイル。また、前面はバリヤーで守られており、正面からでは80の打撃はおろかサクシウム光線すら通じない。
四次元空間内で80と対決して上述の能力を駆使し、圧倒的優位に戦いを進めていく。ただし、これは四次元空間だけで使える能力らしく、三次元空間での戦闘ではUGMの攻撃で損傷を受ける。その点を利用した80に三次元世界へ引きずり出されてサクシウム光線を受け、首と両腕が吹き飛びながら爆発した。
- デザインは山口修が担当した[11]。
- 造形は開米プロが担当した[13]。

### 他の作品に登場するメカギラス
- 居村眞二の漫画版におけるメカギラスの登場エピソードはテレビ版の続編的な内容となっており、メカギラス2号が登場。外見は初代とほとんど変わらないが、3機のメカに分離する能力を持っている。最後は80のウルトラブーメランで首を刎ねられ、サクシウム光線で粉砕される。
- 『ウルトラ怪獣擬人化計画』にて擬人化される。デザインはminoaが担当。
  - 『ウルトラ怪獣擬人化計画 ギャラクシー☆デイズ』に登場。ゴモラとベムスターと同学年。バリヤーを展開できること以外の素性は不明。
- テレビアニメ『SSSS.GRIDMAN』第2話では、新条アカネの部屋の棚にメカギラスのフィギュアが飾られている[16][17]。

## UFO怪獣 アブドラールス
第6話「星から来た少年」に登場。
世界各国を攻撃し、壊滅の危機に陥れたUFOより舞い降りた怪獣。およそ感情というものが感じられない不気味な姿をした生命体。体つきは人間型で、巻貝の貝殻を縦にしたような頭の脇から目が耳のように飛び出し、口に当たる部分には赤い発光体がいくつも対になって並んでいるほか、胸には不規則に穴が開いており、肩や脚からはツタのような触角が生えている。触角には毒リンパ液が蓄えられている。
緑公園に出現して町を破壊した後にウルトラマン80と対決し、高い戦闘能力や優れた体術を駆使して優位に戦いを展開する。さらに、目からの光線と怪力で80を窮地に追い詰めるが、生徒たちの声援を受けて最後の力を振り絞った80の反撃に主導権を奪われ、目からの光線をウルトラVバリヤーで防がれる。最後は、サクシウム光線に耐えたもののウルトラ400文キックとバックルビームの連続攻撃を受け、絶命した。また、アブドラールスを派遣したUFOも逃亡を図ったところをスパイラルビームで撃墜された。
- デザインは山口修が担当した[11]。別途に背面と側面の線画デザインが起こされている[8][11]。
- 造形はコスモプロが担当した[12][13]。
- テレビアニメ『SSSS.GRIDMAN』第2話と第7話では、新条アカネの部屋の棚にアブドラールスのフィギュアが飾られている[16][17]。後者は、UFOが出現する展開に合わせ、円盤に関連した怪獣でまとめられている[16][17]。

## 騒音怪獣 ノイズラー
第7話「東京サイレント作戦」に登場。
宇宙から来た怪獣。中央アルプス上空にて超大型旅客機を襲った後、東京に飛来する。自動車やジェット機、新幹線などが出す音波や騒音をエネルギー源とするという特徴を持つ。新幹線の走る音やジェット機の飛ぶ音などの爆音を好んで食べるほか、ギターの音も好み、猛のクラスの生徒がバンドの演奏を練習している背後で踊るという行動も見せる。大きな耳と翼が特徴で、大きな耳で音を聞き分け、敵の攻撃をかわす。ノイズラーが近くにいると食べられた音は聞こえなくなる。ウルトラマン80のカラータイマーの点滅音を嫌っており、聞くとたちまち戦意を失う。武器は目からの破壊光線（熱線）とカッター状の両翼で、鋼鉄の柱やビルを一撃で切り倒す。80との戦闘ではボクシング、相撲、空手で勝負するが、最後は80によって宇宙へ連れ戻された。
- 名前の由来は英語の騒音 (noise) から[61]。
- デザインは山口修が担当した[11]。
- 造形はコスモプロが担当した[13]。着ぐるみはザルドンに改造された[62]。

### 『ウルトラギャラクシーファイト 大いなる陰謀』に登場するノイズラー
YouTubeオリジナル配信作品『ウルトラギャラクシーファイト 大いなる陰謀』Chapter.3に登場。
ウルトラマンロッソとウルトラマンブルが不在中の綾香市にザンドリアスと共に現れ、応戦したウルトラウーマングリージョを肉弾戦で追い込むが、奮起した彼女にグリージョショットを浴びせられて戦意を喪失し、ザンドリアスと共に空中へ退散する。
- スーツは2017年のクラウドファンディング（詳細は#その他の作品に登場するノイズラーを参照）によって新造されたもの[63]。

### 『ウルトラマンデッカー』に登場するノイズラー
『ウルトラマンデッカー』第14話「魔神誕生」に登場。
騒音を巨大な耳で探知して空中を飛行し、騒音地帯に移動して音を捕食する。目から放つ怪光線が武器。
GUTS-SELECTの新たな戦力として開発された対怪獣用ロボット兵器・電脳魔人テラフェイザーが初めて実戦投入された際の相手で、アザヌシティでテラフェイザーとウルトラマンデッカーと交戦し、最後はテラフェイザーのTRメガバスターとウルトラマンデッカーのトリプルトリガースクラムを受けて倒される。
- スーツは『大いなる陰謀』時のもの[63]。
- テレビシリーズの登場は、『80』以来42年ぶりとなる[65]。

### 『ウルトラマンアーク』に登場するノイズラー
『ウルトラマンアーク』第10話「遠くの君へ」に登場。
騒音などの音波を主食としているが、音波や電波といった振動するエネルギーが大好物で、周囲に発生した騒音を食べて無音にする騒音怪獣。赤い光線を口から発射し、攻撃対象や誘導弾を撃墜する。ウルトラマンアークのカラータイマーの警告音など特定の周波数に対しては嫌悪感を示す。飛世ユウマの中学時代の友人の木崎カズオとフィオが交信に用いられていた電波の発信源を求め、地球へ飛来した。
敵は音波攻撃によって近づくことはできないが、最後はウルトラマンアークが天に向かって投げたアークエクサスラッシュを追って宇宙へと去っていった。
- スーツアクター：新井宏幸
- 飛び人形は新造[70]。
- ノイズラーを呼び寄せてしまう電波の発信源であるアマチュア無線機にはアイコムの「IC-905」「IC-9700」が用いられており、撮影の際にはハム免許を持つ同社社員が立ち合って交信の手順などを指導した[71]。

### その他の作品に登場するノイズラー
- 『ウルトラ怪獣擬人化計画』で擬人化される。キャラクターデザインは富岡二郎、アニメ『怪獣娘』での声優は清都ありさ[72]。2017年12月12日にはノイズラーのスーツを新造するためのクラウドファンディング企画「ノイズラー・カムバック作戦」が公開されて[73]即日達成を果たし[74]、2018年3月24日にはポニーキャニオン本社にて新造スーツのお披露目イベントも開催された[75]。
- テレビアニメ『SSSS.GRIDMAN』第2話では、新条アカネの部屋の棚にノイズラーのフィギュアが飾られている[16][17]。

## 復活怪獣 タブラ
第8話「よみがえった伝説」に登場。
約3千年前、暴れ回るも突如現れた光の巨人に倒されて石倉山に封印されていた、人間を常食とする非常に凶暴な怪獣。石倉山の奥深くを訪れた人間を100メートルの舌で捕らえて食べるなどの兆しを経て、地震の地割れで差し込んだ光を浴びたことにより、完全復活する。UGMの攻撃をものともしない非常に頑丈な皮膚を持つ。鋭い爪や強靭な尻尾が武器で、特に尻尾は80メートルもの長さを誇り、これを巧みに使って敵を打ち据えることができる。ほか、目から放つ強力な破壊光線で敵を攻撃する。
復活後は地上に出現し、80との戦いでは上記の能力を駆使して80を追い詰めるがカンガルーキック、背負い投げ、ウルトラ400文キックなどを次々と決められたうえ、最後は破壊光線をウルトラVバリヤーで跳ね返されてひるんだところをサクシウム光線を受けて息絶えた。
- 光の巨人は、80の予備スーツの表面に光反射性テープ（スコッチライト・スクリーン）を貼り詰めて撮影されたが、撮影終了後に剥がしたところ、スーツに粘着剤が残って使い物にならなくなった[77]。
- 由来は「たぶらかす」から[61]。
- デザインは山口修が担当した[11]。デザイン画ではガマガエルのように四つ足で描かれており、格闘時に立ち上がるという要望であったが、造形では二足歩行にアレンジされた[11]。なお、全身のカラーリングや頭部の形状も異なっていた[11]。
- 造形は開米プロが担当した[13]。
- テレビアニメ『SSSS.GRIDMAN』第2話では、新条アカネの部屋の棚にタブラのフィギュアが飾られている[16][17]。

## オイル怪獣 ガビシェール
第9話「エアポート危機一髪！」に登場。
石油をエネルギー源としている怪獣。地底を1日当たり5千キロメートル掘り進む移動力を持ち、朝鮮半島や中国東北部の油田や石油コンビナートを襲撃しては石油を枯渇させ、破壊する。地底潜伏時には体の菌糸で、地上に出たときは口でもある太い管を差し込んで石油を飲み干し、満腹になると破壊本能に目覚めてあらゆる物を破壊する。武器は口から伸びる伸縮自在の管から放射する高熱火炎と、最長で200メートル伸びる管を相手に巻き付けたり、管で絞殺したりする。最後はウルトラショットで管を切断され、体に生えている残りの管もウルトラダブルアローで切断され、戦意を喪失したところにサクシウム光線を受けて絶命した。
- デザインは山口修が担当した[11]。デザイン画ではマッシブなフォルムであった[8]。
- 造形はコスモプロが担当した[13]。
- 地中から出現するシーンでは特撮監督の川北紘一によってステージの床に穴が開けられている[80]。

## 惑星調査員 アルマ
第10話「宇宙からの訪問者」に登場。
出身地は異なるが80の幼馴染で、銀河共和同盟所属の惑星調査員である。惑星調査員は、訪れた惑星に棲息する生物の存在価値について綿密な調査を行い、その結果存在価値が低いと判断した場合、強制的に消滅させることができるという権限を持っている。アルマを「先生の奥さん」と誤解した矢的の教え子たちに（調査の一環であることは伏せて）、テストで必ず100点が取れるという鉛筆（実は普通の鉛筆）をプレゼントする。ジャッキーをペットとして連れている。
- 演：遠藤真理子
- 『80』本編では最後まで地球人形態のままだったが、人形劇作品の『ウルトラマンM730 ウルトラマンランド』では、頭部左右にらせん状の突起がある銀とピンク色のウルトラ一族に似た姿で登場している（第75話他）。

## 宇宙生物 ジャッキー
第10話「宇宙からの訪問者」に登場。
普段はアルマがペットとして連れている生物。元はR星に棲んでいた生物を探査用に改造した改良品種で、その姿と大きさは地球のサザエによく似ている。探索をスムーズに行うためにテレビカメラや送信器の機能も有する。どのような生物とも同化できる能力を持ち、地球の屋外での調査活動中に地球人のマイナスエネルギーを吸収した後、挙動に変調を起こしアルマの手を離れ勝手に行動し、自身を誤って食べたゾウを巨大な怪獣ズルズラーに変えてしまう。80のサクシウム光線、バックルビーム、ウルトラアイスポットを受けて正気に返り、ゾウも元の姿に戻る。
- 居村眞二の漫画版ではアルマとは無関係の宇宙怪獣として登場。世界大サーカスのゾウ・ファンキーに一体化して80を苦しめるが、ウルトラセブンの助言を受けてミクロ化した80にズルズラーの体内に侵入され、サクシウム光線で粉砕された。

## 変形怪獣 ズルズラー
第10話「宇宙からの訪問者」に登場。
人間のマイナスエネルギーを大量に吸収して凶暴化した宇宙生物ジャッキーと、動物園のゾウが合体化した怪獣。そのため、容姿はゾウによく似ている。非常に頑丈な皮膚で覆われ、ゾウが元になっている怪獣ゆえに怪力を誇り、鋭い牙や長い鼻が武器。鼻で大量の水を吸い上げ、それを相手に吹きかける。また、体のイボからは毒液を発する。
80の手でジャッキーを取り除かれ、ウルトラアイスポットで元の姿に戻された。
- デザインは山口修が担当した[11]。ジャッキーがサザエに似ていることから、テクスチャー表現もそれに由来する[11]。

## 毒ガス怪獣 メダン
第11話「恐怖のガスパニック」に登場。
肥留間島の天然ガス貯蔵基地のガス管内部から発見された宇宙生物の卵から誕生した怪獣。エネルギー源のガスを吸収して成長し、代わりに一酸化炭素を吐き出すという呼吸を行なう。UGMのレーザー光線で一度は処分されるが、いくら倒しても細胞片が少しでも残っていればそこからガスを吸収して成長し、再生するという不死身な生命力を持つ。
城野が持ち帰った貝殻状の細胞から再生して活動を再開したその体内にはガスが充満しており、攻撃すると大爆発する恐れがあることから、UGMが攻撃を控えている間に一時は東京中のガスの供給が停止するほど暴れ回る。鼻先から有毒ガスを噴射して80を追い詰めるが、80が足止めしている間に完成したUGMの冷凍ビーム砲を受けて凍結し、最後は80によって宇宙へ運ばれサクシウム光線で爆破された。
- 着ぐるみのボディーはギコギラーの改造[出典 56]。頭部は新規造形[11]。

## ビブロス星人 ミリー
第12話「美しい転校生」に登場。
全銀河系の征服を狙うビブロス星人たちが地球を前衛基地の1つにするために送り込んだ、少女工作員。地球上では青山ミリーという少女の姿で活動している。母星から連れてきた怪獣ゴラを操り、80である矢的を暗殺するため矢的のクラスへ転校生として現れる。クラスメイトのハカセに好意を抱いたため、母星上層部に地球侵略の中止を要請するが、拒否される。ゴラが倒された後の消息は不明。矢的はハカセに対し、ミリーはオランダへ旅立ったと話す。
- 演：ジュディ・モーリス
- 声：加藤早紀子
- 脚本では、事件の終結後にミリーは母星に戻るとの描写がなされていた[85]。また、『ウルトラ怪獣大図鑑』では母星に帰ったと記されている[86]。

## マグマ怪獣 ゴラ
第12話「美しい転校生」に登場。
ビブロス星人によって地球攻撃用のために送り込まれた宇宙怪獣。ビブロス星人からは「宇宙戦士」と呼ばれている。卵の状態で送り込まれ、浅田山の火口付近での潜伏を経て孵化し、マグマの熱エネルギーを吸収して急速な成長を遂げる。主な武器は3万度の高熱光線で、手や鬣など、身体の各部から放射することが可能。非常に軽快に動き回るほか、力もかなり強く、高い戦闘能力を持つ。格闘術や光線技を駆使して80と互角に渡り合うが、最後はバックルビームとサクシウム光線を連続で受け、ミリーの前で倒れて力尽きた。
- 『ウルトラ怪獣大百科』では、「炎の塊のようになって体当たりする」と解説された。
- デザインは山口修が担当した[11]。

### グラビア版『ウルトラ超伝説』に登場するゴラ
てれびくんや小学一年生に改造ゴラとして登場。グア軍団の侵略軍団長ジュダがゴラを元に作り出したロボット怪獣であり、胸に強化回路が装着されている。
1981年11月号では火山に出現し、怪力で岩を持って殴りかかるなどアンドロウルフを苦しめるも、駆けつけたアンドロメロスのアンドロタイフーンで首を吹き飛ばされて倒された。一方、小学一年生1981年12月号では展開がやや異なり、メロスとウルフのダブルショット（アンドロタイフーンの同時発射）で倒されたとされている。 
その後、てれびくん1982年2月号では他の改造怪獣たちと共に復活し、全員でメロスとウルフを取り囲んで高速旋回しながら炎の渦を発生させる火炎車戦法を仕掛けるも、破られて2人のアンドロビームで倒された。
居村眞二の漫画版では未登場。

### その他の作品に登場するゴラ
- 漫画『ウルトラマン超闘士激伝』では、ウルトラ戦士に勝ちたいと願う怪獣たちの1匹として登場し、ゴーデスに利用される。ギガザウルスをモチーフにした邪生鋼（エビルブレスト）ギガルスに支配され、邪生鋼戦士ギガルスとなる。最初は一人称が「オラ」で語尾に「ゴラ」をつけるが、後に一人称が「オレさま」、語尾なしに変わる。
- 『ウルトラマンオーブ』のメイン監督を務めた田口清隆とメインライターを務めた中野貴雄による私案「エピソード10構想」では、第2章（エピソード2-3）に登場[91]。火山惑星ガヌン・アピのマグマの中で眠っていたが、採掘量の減ったエンマニウム鉱山を住民ごと爆破して保険金をだまし取ろうとする鉱山主オルロック伯爵によって目覚めさせられ、ウルトラマンオーブと戦う[91]。
- バラエティ番組『風雲!たけし城』では、1987年秋のスペシャル「たけし軍世界最強の総攻撃」にたけし軍の一怪獣として出演。

## ドクロ怪人 ゴルゴン星人
第13話「必殺！フォーメーション・ヤマト」に登場。
サラマンドラの細胞内にミクロ化して忍び込み、地球への侵入を図る宇宙人。黒い全身に走る白い骨状の模様や、赤く光る双眼が特徴。集団で行動する習性があるほか、身体を無限に小さくすることで、どんな場所にでも侵入できる。テレポート能力や変身能力も備えており、人間に化けることもできる。内臓組織さえも完璧に複製するため、遺体を調査されても正体が露見しないが、ベータ線を浴びると正体を現す。
劇中では5人登場。侵入後はUGM壊滅を企み、都内の廃工場をアジトにして各エリアのキャップ暗殺を行った後、極東エリアキャップのオオヤマの暗殺を決行する。女性連絡員のマリー・クラーク（演：デアン・バラクラフ）に化けてオオヤマを襲うも返り討ちにされるが、銃撃による死の間際にはマリーに再び変身することで、オオヤマに殺人罪の濡れ衣を着せることに成功する。また、そのほかの4人が人間に変身し、民衆を扇動してオオヤマの退任を訴えに現れる。矢的猛がブライドスティックを取り付けたダイナミックショットから照射したベータ線によって正体が露見したために逃亡すると、最後の手段としてサラマンドラを破片から再生させ、一体化する。そのため、サラマンドラが倒されると同時に最期を迎える。
- デザインは山口修が担当した[11]。

## 再生怪獣 サラマンドラ
第13話「必殺！ フォーメーション・ヤマト」に登場。
地球侵略を狙うゴルゴン星人の手によって操られている宇宙怪獣。体をミクロ化したゴルゴン星人たちが、細胞単位で一体化している。多数の角が放射状に拡がる頭部、五角形の鱗（）状の表皮、熊手状の尾が特徴。ゴルゴン星人たちの手により、後述の喉にある再生器官さえ無事であれば細胞の一片からでも復活できるという、不死身の再生能力を持つ。怪力の持ち主で、武器は口から放つミサイル（ロケット弾）や鼻の一つの穴から吹く摂氏1300度の火炎。全身を覆う頑丈な鱗はUGMの弾丸やレーザーをはね返し、80のサクシウム光線にも耐え、特に頭や皮膚の硬さは350度数を誇るが、喉だけは例外で、ここが弱点になっている。
物語の冒頭で市街地に出現して都市部で暴れ回り、一度はUGMの攻撃で倒されるものの、ゴルゴン星人たちに再生させられる。工場地帯に出現し、口からのミサイル攻撃で防衛軍機を次々と撃墜しながら暴れ回る。80との戦いでは口からのミサイルや鼻からの火炎を防がれてしまうものの、持ち前の皮膚の硬さで徐々に追い込んでいく。しかし、ウルトラ400文キックを頭部に受けて劣勢に転じると、最後は二度と再生できないようにウルトラアイスポットで喉にある再生器官から焼き尽くされ、消滅する。
- デザインは山口修[96]。当初の決定デザインでは頭部の造形が実際のものと違っており、後で頭部のみ別にデザインが書かれた[26][96]。その頭部にあった古代の文様のような体表は造形にも反映されている[96]。
- 『ウルトラ怪獣大百科』では、再生能力に目を付けたゴルゴン星人に利用されたという設定になっている。
- 再生能力の秘密は、ゴルゴン星人がDNAレベルで再生するよう改造を施したためとされている[注釈 11]。また、同書では「宇宙人の侵略兵器」と明記されている[97]。

## テレポート怪獣 ザルドン
第14話「テレポーテーション！パリから来た男」に登場。
頭の中で念じるだけで瞬時に好きな場所に移動するテレポーテーション能力を有する、食肉性の凶暴な怪獣。肉食と分かる凶悪な牙を持った不気味な面構えが特徴。目からテレポート光輪（テレポート光線、物体移動光線）を放ち、保存食料となる人間に催眠術をかけて自分のテリトリーに連れ去る。このテレポート光輪は、飛行中のUGMの戦闘機を止めることも可能で、この状態を抜け出すにはマッハ2で垂直降下する必要がある。自らも瞬間移動能力を持ち、頭部の3本の角からは電撃状の破壊光線（電撃）を放って攻撃する。普段は人目のつかない場所に隠れて瞑想している。劇中以前にもヨーロッパに現れ、当時UGMヨーロッパエリアに所属していたイトウチーフと何度か交戦し能力を分析されたことで、テレポート光線をかわされ、テリトリーに侵入したUGMによって集められた人間は解放される。その後80と戦い、テレポート光輪の反射で異次元に移動される。最後は80のウルトラダブルアローで頭部の角と肩を破壊され、サクシウム光線で倒された。
- デザインは山口修。デザイン画では肩と2重構造になった装甲状の部分が、実際の着ぐるみではノイズラーの改造品のため構造状の都合で、首の横の角になっている[62]。造形時に黒目が追加された[11]。
- 名称の由来は「ざるうどん」から[61][注釈 12]。

## 実験怪獣 ミュー
第15話「悪魔博士の実験室」に登場。
宇宙の怪獣墓場でUNDAのセラ広報隊員が発見した小型怪獣。成長しても60センチほどにしかならない。母親とはぐれて宇宙をさまよっていたらしく、セラがそのまま地球に連れ帰った。大人しい性格で城野に懐き、また城野の子守唄で眠りにつく。科学者である城野の父の城野重蔵博士の研究所に預けられたが、生物を巨大化させて人類にとって有益な家畜にしようと考える城野博士の助手の中川博士に連れ出され、巨大化させられる。最初の巨大化では人間よりも若干大きくなった程度で、性質もほとんど変化していなかった。その後、中川に再度巨大化の実験を施され、50メートルを越す巨体となった。実験の副作用で凶暴な性質になり、暴れ出して中川を踏み殺した。また本来は草食だったが、実験の副作用により肉食になる。巨大化後は目から光線を放てるようになり、腕力が強くなり巨大なビルを一撃で破壊してしまう。火が苦手。城野の決死の説得や子守歌で心が安らぎ、最後は80に元の大きさに戻され宇宙に返された。
- 今回登場した怪獣墓場の場面では、バキシム、タイラント、ゴルドン、アーストロン、エレキング、イカルス星人の人形（ポピーのキングザウルスシリーズ）が使われた。
- 目から放つ光線は『ウルトラ怪獣攻げき技大図鑑』で「ビザールバスター」と名付けられた。
- デザインは山口修が担当した[11]。
- 幼体のミニチュアは『80』で初めて若狭新一が造形を担当した[11][13]。

## テレパシィ怪獣 デビロン
第16話「謎の宇宙物体スノーアート」に登場。
「宇宙の悪魔」と呼ばれ、極めて高度な知性を誇る狡猾で残虐な宇宙怪獣。過去に数多くの星々を滅ぼし、数億年前にルリヤ星人の手でスノーアートの中に封印されたが、そのスノーアートが宇宙空間でオリオン号が発見して弱点の赤外線を当てられて壊れたために封印が解けて復活し、城野隊員に憑依して実体化して姿を消す。翌日、突如として町に現れ、テレパシー能力で周囲の人間やイトウチーフ、ハラダ隊員、タジマ隊員らを洗脳して操る。地球防衛軍の銃撃を受けて巨大化し、そこに登場した80との戦闘に突入する。口から放つ青白い光線（念動波・破壊念力）とテレパシーでUGMの隊員たちを操り、80を攻撃させて苦しめるが、80に真空状態によるエアポケット現象で呼吸を止められて苦しくなり、城野から分離して80の体を乗っ取ろうとしたが失敗、最後には宇宙空間に連れ出されてサクシウム光線で爆殺された。
- デザインは山口修。別途で背面デザインが描かれた[11]。デザイン画では左足の膝から先を省略していたため山口が着ぐるみ製作の現場へ行った際、デザイン画同様左足の部分が白くなっており、その場で直してもらったという[62][11]。
- 居村眞二の漫画版では人語を話しており、ベムラー、キングザウルス三世、サタンモアの幻覚で80を苦しめる。

## 友好宇宙人 ルリヤ星人
第16話「謎の宇宙物体スノーアート」に登場。
高度な科学力を有し、馬の首星雲に母星があると言われている友好的で善良な宇宙人。地球人と同じ姿をしている。宇宙の悪魔と呼ばれて恐れられているデビロンをスノーアートに封印して遥か宇宙の彼方に追放する。
- 声：木原正二郎
- 衣装は、『スターウルフ』のハルカン司令のものを流用[103]。

## 人間怪獣 ラブラス
第17話「魔の怪獣島へ飛べ!!（前編）」、第18話「魔の怪獣島へ飛べ!!（後編）」に登場。
UGMのイトウチーフがギマイラの怪獣化光線を受けて変身した怪獣。ただし死なないと人間に戻れない。普段は人間としての意識を保っているが、ギマイラの咆哮を聞くと凶暴化してしまう。ギマイラの咆哮で操られ、左腕の鋭利なハサミを使ってダロンと共に80と戦うが間一髪ギマイラの洗脳に打ち勝って正気を取り戻し、ダロンと戦って80を勝利に導く。しかし、怪獣と化した自分の肉体に愕然としながら80の制止を振り払い、いずこへ姿を消す。その後、ギマイラに苦戦する80を庇って殺害されるが、婚約者であった宇宙人・星沢子（身長：1.65メートル、体重：48キログラム / 演：竹井みどり）の命を与えられてイトウチーフの姿に戻った。
- デザインは山口修が担当した[11]。
- 造形はモンスターズ（若狭新一[13]）が担当[106]。スーツはサラマンドラの改造[8][107][11]。顔とボディ前面、左手のハサミのディテールを変更している[107][13]。
- 映画『大怪獣バトル ウルトラ銀河伝説 THE MOVIE』では、百体怪獣ベリュドラの胴体を構成する怪獣の1体となっている[108]。

## タコ怪獣 ダロン
第17話「魔の怪獣島へ飛べ!!（前編）」、第18話「魔の怪獣島へ飛べ!!（後編）」に登場。
潮風島近海に生息するタコが、ギマイラの怪獣化光線を受けて突然変異した怪獣。陸上でも活動可能で、無数に生えた触手で敵を絞殺する。また、触手から高圧電流を放射することもできる。ギマイラに操られてラブラスと共に80を襲うが、ギマイラの咆哮に打ち勝って正気を取り戻したラブラス（＝イトウチーフ）のはさみ攻撃を眉間に受け、怯んだところに80のウルトラレイランスで頭部を貫通され、倒された。
- その異名とは違い、触手は8本ではなく吸盤もないことから、デザインとしてはノンモチーフのクトゥルフのようなイメージの禍々しい異形として描かれた[8][11]。

## 吸血怪獣 ギマイラ
第17話「魔の怪獣島へ飛べ!!（前編）」、第18話「魔の怪獣島へ飛べ!!（後編）」に登場。
20年前に星沢子一家が乗った宇宙船を襲撃し、そのまま降り立った潮風島を支配した宇宙怪獣。普段は島の岬にある洞窟に潜んでおり、人間の思考能力を麻痺させる霧（催眠霧、催眠ガス）を放射し、触手状の舌を伸ばして人間の首筋に巻きつけ、人々の生き血やエネルギーを啜って力を溜める。そのため、潮風島の島民の首筋には吸血鬼に噛まれたような傷跡があり、血を吸われた人間はギマイラにコントロールされる。典型的な恐竜型の怪獣であるが非常に高い知能を持ち、咆哮で他の怪獣を操って配下の怪獣2匹と敵を戦わせ、自分は高みの見物を決め込むという狡猾な一面を持つ。また、怪獣としてのパワーも桁外れに強く、エネルギーが不完全な状態にもかかわらず80を追い詰めるほどの強靭なスタミナと、はるかに上回るパワーで圧倒する。しかし、ラブラス（＝イトウチーフ）の捨て身の援護を受けた80に隙を突かれ、投げ飛ばされて怯んだところをウルトラムーンサルトキックで粉砕された。
武器は鋭い爪と鼻部に生えている角。角から破壊光線（高圧電流）を放ち、突き刺すという戦法を得意とする。口から吐く白いガスには、毒ガスとしての効果だけでなく戦闘機などの無機物を破壊する二重の効果がある。また、長い舌は吸血だけでなく相手の身体に巻きつけての電撃も可能。さらには人間を怪獣化させる怪獣化光線を放ち、イトウチーフを怪獣ラブラスに変化させている。イトウチーフ以前にも星沢子の父を怪獣化させて殺害しており、彼のように怪獣化された人間は死ぬまで元の姿に戻れないことが描かれている。
- デザインは山口修が担当した[11]。
- 映画『大怪獣バトル ウルトラ銀河伝説 THE MOVIE』では、百体怪獣ベリュドラの右手を構成する怪獣の1体となっている[108]。

### 『ウルトラマンタイガ』に登場するギマイラ
『ウルトラマンタイガ』第11話「星の魔法が消えた午後」、第12話「それでも宇宙は夢を見る」に登場。
ゼラン星人オショロにより、何者かから購入した個体。口から伸ばす触手を枝分かれさせて人間の生体エネルギーを奪うことができる。口からの破壊光線や鼻先の角から放つ光線ツノ・サンダーを武器とする。
第11話では、制御するための魔法の力を求めて地中から無数の触手を伸ばし、地上の人々から生体エネルギーを奪っては虚脱状態にさせる行動が地中のパゴスの眠りを妨げ、地上への出現を引き起こす。パゴスがウルトラマンフーマに倒された後は、霧崎によってエネルギーを与えられたことで、コントロールされることなく自分も地上へ出現し、さらなる無数の触手を伸ばして人々に襲いかかる一方、パゴスとの戦闘による疲弊から回復していないウルトラマンタイガを圧倒する。
第12話では、タイガの右足を踏みつけるなど、怪力でさらに圧倒して破壊光線で変身解除から変身不能へ追い込むが、その直前に受けたストリウムブラスターで触手を負傷したこともあり、地中へ一時撤退する。オショロのもとに潜伏し、大量の冷水を摂取するなど回復に集中していたところ、そこに現れた霧崎がウルトラマントレギアに変身して自分の力を分け与えたことにより、強化回復して再出現する。再変身を果たしたタイガとの最終決戦では、口からの破壊光線や触手を巻きつけての電撃で圧倒するが、破壊光線はハンドビームとの撃ち合いを麻璃亜による助力で圧倒され、怒って麻璃亜を触手で突き飛ばす。タイガが麻璃亜を救出してフォトンアースに強化変身した後は破壊光線を跳躍で回避され、麻璃亜が突き飛ばされた際に上空へ投影していた故郷の海からさらなる助力を受けたウルトラフリーザーで無数の氷柱を浴びせられて怯み、最後は上空から振り下ろすように放たれたオーラムストリウムで左右に両断され、爆発した。
- スーツアクター：梶川賢司[110]
- 小林弘利によるプロットでは、植物が動いて襲ってくるというストーリーであったがプロデューサーの岡本有将からの要望によりギマイラが登場することとなり、木の枝がギマイラの触手に置き換えられた[114]。
- オーラムストリウムで左右に両断されるという最期は、第11話・第12話の監督を担当した辻本貴則が、かつての80の苦戦ぶりを踏まえ、点で倒すのは生ぬるく面で倒したいと考えたことによるものという[115]。

### 『ウルトラギャラクシーファイト 大いなる陰謀』に登場するギマイラ
『ウルトラギャラクシーファイト 大いなる陰謀』Episode2に登場。
アブソリュートタルタロスが連れてきたレイバトスによって召喚され、ルーゴサイトと交戦中だった80と交戦。口から伸ばした舌からの電撃によって80を苦しめるが、最後は投げ飛ばされたところをシューティングビームで攻撃され、爆散された。

### 『ウルトラマントリガー NEW GENERATION TIGA』に登場するギマイラ
『ウルトラマントリガー NEW GENERATION TIGA』第2話「未来への飛翔」に登場。
宇宙から地球に棲み付き、外来種と化した個体。マナカケンゴがGUTS-SELECTに入隊した日に出現し、鼻先の角から発射する怪光線や触手からの電撃攻撃、伸縮自在の触手状の舌によってソラフネシティの街を破壊するが、駆けつけたウルトラマントリガーとの戦闘の末に至近距離からのゼペリオン光線によって爆散する。
- スーツアクター：岡部暁

## 惑星怪獣 ガウス
第19話「はぐれ星爆破命令」に登場。
平和なガウス星に住む大人しい生物だったが、地球へ接近する惑星レッドローズを核ミサイル・レッド1で破壊する「ローズ・プロジェクト」の影響でガウス星が消滅した際、放射能を浴びた凶暴な怪獣。最初は謎の黒雲として地球へ襲来し、地球防衛軍の通常兵器を全く受け付けず、逆に熱光線で撃退する。その後に実体化し、両目から発射するTNT火薬1万トン分の破壊力を持つ黄色い熱光線や頬の管から噴射する放射性ガス（放射能ガス）で80を攻撃する。最後は80のテレポーテーションでガウス星に気象条件がよく似た星へ連れて行かれ、その星を第2の故郷として平和に暮らす。
- デザインは山口修が担当した[11]。
- 造形はモンスターズ（若狭新一[13]）が担当[106]。

## コブ怪獣 オコリンボール
第20話「襲来!! 吸血ボール軍団」に登場。
元は宇宙を漂う無数の意思を持った球状の生物吸血ボールの群体で、人間の首に取り付き2本の触手で心臓と脳に突き刺して体液や血液を吸収する。血を吸われた人間はミイラのように干乾びる。宇宙艇ムーンセレナーデ号を襲撃した後で地球に侵入。世界各地で多大な犠牲者を出し、UGMの基地内でもタジマに取り付くなど猛威を振るう。吸血ボールは人間の養分を吸っては分裂、巨大化を繰り返し、ついには指令を送るリーダーボールに吸血ボールが合体し巨大怪獣化する。頭部から強力な破壊光線を撃ち、配下のボールを爆弾として飛ばす。全身がボールのため弾力があり、投げ倒してもすぐに起き上がって体勢を立て直す。80の攻撃を受けてもリーダーボールがダメージを受けない限り効果がなく、熱線型ウルトラアイスポットを受けるが子分ボールを全て切り離すことで凌ぐ。配下のボールを全て失ったリーダーボールは宇宙に逃げようとするが、追ってきた80の熱線型ウルトラアイスポットを浴びて消滅した。
- デザインは山口修。目がないので表情が出せないと監督に怒られたという[118][11]。

## 残酷怪獣 ガモス
第21話「永遠に輝け!! 宇宙Gメン85」に登場。
宇宙Gメンの指名手配ナンバー2の凶悪怪獣。20年前にザッカルの妻と息子のジュピターを殺した。冷酷無比で、破壊と殺戮を至上の悦びとしている殺人鬼。相手が誰であろうと一切の容赦もなく惨殺し、宇宙の各惑星で暴虐の限りを尽くしていた。その後、地球にも密かに潜入し、各地で虐殺行為を行う。地下を高速で移動できる特技を持ち、巧妙に姿を隠すため、その姿を人間が捉えることは困難。さらに一般的な怪獣をはるかに超えた高度な知性を有し、その殺戮の手口は極めて計画的かつ不自然なまでに残虐であり、UGMも当初はこれを怪獣ではなく宇宙人の仕業と考えていたほどである。口からはあらゆる物体を溶かす溶解液を放射し、目からは強力な破壊光線を放ち、背中と尻尾からはミサイルのようなとげを飛ばすなど、全身がすべて武器と言ってもよいほどの高い戦闘力を持つ。妻と息子の復讐に燃えるザッカルを返り討ちにし、ザッカルを助けに来た80をも危機に陥れるが、瀕死のザッカルからガモスの弱点が高周波であることを教えられた80にウルトラ高周波を浴びせられ、弱ったところにバックルビームを受けて炎上・消滅した。
- デザインは山口修が担当した[11]。造形ではややファニーな表情に処理された[11]。
- 映画『大怪獣バトル ウルトラ銀河伝説 THE MOVIE』では、百体怪獣ベリュドラの胴体を構成する怪獣の1体となっている[108]。

## L85星人 ザッカル
第21話「永遠に輝け!! 宇宙Gメン85」に登場。
平和を愛するアンドロメダ系・L85星の宇宙怪獣専門の捜査官・宇宙Gメンで、今までに400体以上の怪獣を逮捕している。20年前に妻と息子のジュピターを殺した怪獣ガモスを追って宇宙を旅していた。テレパシーで相手の脳波を攻撃するほか、木を使った剣術でも猛と互角の腕前を持つ。残り2日で宇宙Gメンを定年退職しなければならず、その前にガモスを倒そうとなりふり構わず行動する。命をかけた最後の手段として猿人のような怪獣形態に巨大化してガモスに挑むが、地球へ来た時に負っていた傷が元で力及ばず返り討ちに遭う。最後は80にガモスの弱点を教え、ガモスを倒した80に「これで心安らかに妻と息子のもとに行ける」と感謝の言葉を残して息絶える。ザッカルの亡骸は、80によって宇宙へ葬られた。
- 演：大林丈史
- デザインは山口修が担当した[11]。
- 造形は若狭新一が担当した[119][13]（モンスターズ[106]）。ボディと頭部が一回り大きめにアレンジされた[11]。
- 映画『ウルトラマンギンガ 劇場スペシャル ウルトラ怪獣☆ヒーロー大乱戦!』では、友也の怪獣図鑑にザッカルのイラストが描かれている[119]。

## 女王 イーナス
第22話「惑星が並ぶ日なにかが起こる」に登場。
地底王国を支配する女王。相手の心を読んだり、未来を予見する。その力で猛が地上人ではないことを見抜く。地上人の地底乱開発によって地底世界が傷つき、2年後の惑星直列で起こる天変地異で壊滅すると予知し、地上に移住しようと計画する。
- 演：加山麗子
- 書籍によっては、別名を地底王国女王としている[6][105]。

## 地底人
第22話「惑星が並ぶ日なにかが起こる」に登場。全身を白い布製の衣装で覆い隠し、唯一露出した顔には目が無く鼻と口だけがある白い仮面を着用している（もしくはそういう素顔）。
氷河期に寒さから逃れて、地底に移り住んだ古代人の子孫。暗闇でしか生活できないため、太陽光線を遮る人工衛星を打ち上げて地上を暗黒の世界にしようとする。一時はUGMとの話し合いに応じる姿勢を見せるが、地底人を敵視した地球防衛軍の攻撃とゴモラIIの破壊活動により、地底の奥底へと逃れていく。
- 書籍によっては、別名を地底王国人としている[6][105]。

## 古代怪獣 ゴモラII
第22話「惑星が並ぶ日 なにかが起こる」に登場。
上の口先の嘴状の歯がなく、三日月型の角の下にもう2本下向きの角があり、肘と踵の突起物がなく、両腕や尻尾の内側に腹部と同様の体表を有する点が、過去作品の登場個体と異なる外見上の特徴。武器は両手の甲から発するミサイル（光弾）と金縛り光線（リング光線、光輪）のほか、三日月型の角からも光線（三日月光線）や電撃光線を放つ。また、初代ゴモラ同様、長大な尻尾を使った攻撃も得意とする。地底を時速90キロメートルで掘り進むことができる。
地中にて眠っていたところ、地球防衛軍による地底人への攻撃で目を覚まして地上に出現し、迎撃してきた防衛軍戦闘機を全滅させる。そこに登場した80と激戦を繰り広げ、上記の多彩な武器に加えて怪力で80を追い詰めるが、ウルトラスウィングで岩山に叩きつけられた後、サクシウム光線を頭部に受けて倒され、地中に埋没した。
本編では語られていないが、このゴモラは3万年前の氷河期以前に王ヶ岳の地中に潜った古代生物が地熱などの影響によって独自の進化を遂げたもので、初代ゴモラとは別種であるとされる。
- デザインは山口修[126]。
- スーツアクター：堀江昭
- バージョンアップ感を強調するため、頭部のツノを下に向けてもう1対増やしている[8]。原典との差異を付けるため、ザラザラ部位を拡張し、角を増やしている[126]。また、シャープさを出すため、頭部を小さくしている[126]。
- 居村眞二の漫画版『ウルトラマン80』では、バルタン星人に操られるゴモラが登場するが、容姿は初代ゴモラに近い。
- 再編集ビデオ『ウルトラ伝説 怪獣博物館』ではゴモラの同族が地熱などの影響で超能力を持ったものであるが詳しい原因は謎とされており、『ファイヤーマン』に登場したラノザウルスと合わせ、これらの怪獣はゴモラザウルスかそのアーキタイプを共通祖先に持つと紹介されている。
- その超能力から「何者かに改造されていたのではないか」という説が、旧『大怪獣バトル ULTRA MONSTERS』の公式サイトにて複数作品に登場した宿敵怪獣に関するコーナーで示唆されている[127]。
- 『ウルトラマンメビウス』のアーカイブドキュメントでは、ドキュメントUGMにゴモラとして記録されている。
- 前回登場したガモスと戦うスチールが存在している[注釈 19]。
- 三日月状の光線は『ウルトラ怪獣攻げき技大図鑑』で「シャノンビーム」と名付けられた。

## アメーバ怪獣 アメーザ
第23話「SOS!! 宇宙アメーバの大侵略」に登場。
T28星雲アメーザ星の宇宙アメーバが宇宙探査船スペース7号に紛れ込んで乗組員の体を食糧として増殖し、スペース7号が無人惑星に不時着・爆発した際のエネルギーで異常成長した怪獣。そのまま惑星上で、スペース7号調査のために乗り込んだ猛が変身した80と戦う。衝撃を吸収する柔らかい体で相手の攻撃も無効化し、巨大な触手をムチのように振るって攻撃する。低温に弱い。体をバラバラにされても細胞の一部から再生し、有毒ガスや破壊光線で80を苦しめるが、最後は80にキックやチョップを連続で浴びせられ、サクシウム光線で倒された。
- スペース7号の爆発エネルギーは、『大怪獣バトル ULTRA MONSTERS NEO』では「巨大化エネルギー」と表記されている。
- デザインは山口修が担当した[11]。デザイン画では透明感のある材質という要望が書かれていた[11]。
- アメーザ星のセットは本編と特撮で共用しており、本編シーンの一部を撮影している[129]。

## 友好宇宙人 ファンタス星人
第24話「裏切ったアンドロイドの星」に登場。
地球に銀河大連邦への加盟を呼びかけ、宇宙にユートピアを築こうと持ちかける平和的な宇宙人。しかし、その正体はファンタス星人が作り出した労働用のアンドロイドで、反乱を起こして造物主である本物のファンタス星人を滅ぼして彼らに成り代わっていた。生物（特に人間）を軽蔑し、これからはアンドロイドが宇宙を支配すると考える。矢的を偵察用小型メカで監視し、抹殺部隊を送るが返り討ちにあい、UGMにも正体が露見する。最後はロボフォーを操縦して80と戦うが、敗れた。
- 演：明石勤、大橋一輝
- デザインは山口修が担当した[11]。造形では衣装部分が異なる[11]。
- 造形はモンスターズ（若狭新一[13]）が担当[131]。マスクと手袋のみが造形され、後は既成品をそのまま使用している[13]。

## 戦闘円盤 ロボフォー
第24話「裏切ったアンドロイドの星」に登場。
ファンタス星人（アンドロイド）が製作した地球攻撃用のロボット円盤。移動形態から、メカハンドと船体が伸びた戦闘形態に変形する。正体が露見したアンドロイドたちが乗り込み、地球人皆殺しを図って攻撃を始める。UGMの戦闘機を操縦不能にし、レーザー光線やロケット弾などで地球防衛軍の戦車部隊やUGMを圧倒する。80との戦いでもリング状のストップ光線で動きを止めて苦しめるが、反撃に移った80のイエローZレイとサクシウム光線を次々に受け、最後はバックルビームを受けて墜落し大爆発した。
- デザインは山口修が担当した[11]。
- テレビアニメ『SSSS.GRIDMAN』第7話では、新条アカネの部屋の棚にロボフォーのフィギュアが飾られている[16][17]。UFOが出現する展開に合わせ、円盤に関連した怪獣でまとめられている[16][17]。

## 変身怪獣 アルゴン
第25話「美しきチャレンジャー」に登場。
謎の宇宙人が送り込んだ宇宙怪獣。知能はかなり高い。2機編制の宇宙船でUGM極東エリア基地を攻撃し、フォーメーション・ヤマトで1機は撃墜されるが、撃墜を装ってリュウという地球人の青年に変身し、UGMの予備隊員ジュンを利用してUGMに潜入する。事前の綿密な調査を経て、エイリアン反応が出ないように肉体の組織を改造しており、特殊な電波でもう1機の宇宙船に情報を送る。偽情報を流してUGMの戦力を分散させることに成功した後、もう1機の宇宙船からの光線を受け、巨大化して本来の姿である怪獣に変身する。頑丈な皮膚を持ち、全身の剣のような鋭いトゲで敵の攻撃を防ぐほか、その身体を突き刺す。また、口から熱線（磁力熱線）を放射して攻撃する。宇宙船とともに基地を破壊し、出撃してきたジュンのスカイハイヤーを叩き落とすと、現れたウルトラマン80と対決するが、仲間の宇宙船を80にイエローZレイで撃墜されたのち、自身はハンドアップ光線で撃破された。
- 人間体（リュウ）：平野克己
- デザインは山口修が担当した[11]。
- 造形はモンスターズ（若狭新一[13]）が担当[106]。着ぐるみはラブラスの改造[出典 119]。造形では頭部が少し大きめにアレンジされている[11]。結晶体はサンペルカを1本1本削って作っている[13]。

## 異次元人 アクゾーン
第26話「タイムトンネルの影武者たち」に登場。
異次元世界の征服を企む種族で、首領メビーズの下、科学者のゴイゲ博士や多数の戦闘員で構成されている。メタモルシステムや戦闘円盤、レーザー光線銃を使って、異次元空間の黄泉の国（戦国時代の日本風の世界）を武力で支配、人間の魂を吸い取る。怪獣ゲラを操って三次元世界も侵略しようとするが、ゲラの三次元世界への派遣は黄泉の国に迷い込んだ猛とエミ、そして黄泉の国の舞姫の妨害で失敗。戦闘員はエミに倒され、乱戦のなかゴイゲ博士は誤射されてしまう。残ったメビーズたちも戦闘円盤で逃げようとしたところを80にウルトラショットで撃墜され、黄泉の国は救われた。
- 演：メビーズ：石山雄大、ゴイゲ博士：幸田宗丸
- メビーズのデザインは山口修が担当した[11]。造形では、人間の顔がマスクの一部が見えるものとなっている[11]。

## 巨大化怪獣 ゲラ
第26話「タイムトンネルの影武者たち」に登場。
アクゾーンの三次元世界侵略の切り札怪獣。普段は小型怪獣だがメタモルシステムで巨大化する。とても硬い皮膚を持ち、力は強いが動きが遅い。口から30万度の火炎を放射する。アクゾーンの司令官・メビーズの命令により、メタモルシステムで三次元世界に送り込まれようとするが、舞姫によって転送装置を破壊されると黄泉の国で巨大化し、そこで80と戦う。最後は火海から脱出した80による連続キックを経て投げ飛ばされ、フラフープ光線を受けて消滅した。
- デザインは山口修が担当した[11]。造形では頭部がかなり大きくアレンジされ、ごく普通の恐竜型のシルエットにまとめられた[11]。
- 幼体は若狭新一が造形を担当[13]。
- 映画『大怪獣バトル ウルトラ銀河伝説 THE MOVIE』では、百体怪獣ベリュドラの胴体を構成する怪獣の1体となっている[108]。
- DVD『ウルトラマンゼロ&ウルトラヒーロー 超決戦DVD』では火炎の名称を暗黒火炎陣と紹介している[136]。

## 泡星人 アルゴ星人
第27話「白い悪魔の恐怖」に登場。
100万年以上昔にブラックホールと化したアルゴ星の生き残りの末裔だとされている。それ以降、炭酸ガスを求めて宇宙をさまよい続けたため、性格もすさんでいる。吸収した他の若い生命体の知能によって自身はさらなる高等生命体に進化することができるため、体から特殊な泡を吹き出して若い地球人を襲撃し、溶かして拉致する。また、地球上では拉致した人間に憑依して活動している。多彩な能力を持ち、戦闘能力も高く、背中の突起からロケット弾（ミサイル）、目から放つ怪光線、口から吐く溶解性の高い泡などで攻撃する。街で80と戦い、泡で80の動きを封じて優位に立つものの、光には大変弱く、80が発した強烈な閃光を受けて怯んだ隙に、サクシウム光線を打ち込まれて死亡した。
- 人間体（青山博士）：睦五郎
- デザインは山口修が担当した[11]。造形では顔の解釈など明らかに別物の仕上がりとなっている[11]。

## 渡り鳥怪獣 バル
第28話「渡り鳥怪獣の子守歌」に登場。
10年に一度、群れを成して宇宙を渡っている「宇宙渡り鳥」の怪獣。怪力を発揮するが、性格は大人しく卵から孵って最初に見たものを親と認識して懐く。卵から孵ったバルもこの習性で矢的を親だと思い込み、猛の真似をするようになる。UGMに保護されるが、襲来した天敵のザキラの攻撃から80＝猛を守るために戦い噛み殺される。ザキラが倒された後は魂となって仲間と共に旅立つ。
- デザインは山口修が担当した[11]。飛行時のミニチュア用のデザインも別途で描かれている[11]。
- 造形は若狭新一が担当[13]。

## スペース・ジョーズ ザキラ
第28話「渡り鳥怪獣の子守歌」に登場。
肉食で、バルを常食としている凶暴かつ残忍な性質の宇宙怪獣。バルを捕食すればするほどパワーアップする体質を持つ。宇宙空間でマッハ10のスピードで飛び、星から星へと移動する。すさまじい腕力を誇り、武器として鋭い爪と牙で獲物を引き裂くほか、目から一撃で岩山を吹き飛ばせる強力なレーザー光線を放ち、スペースマミーを航行不能にさせた。多数のバルを捕食したため、バルの群れを食べてパワーを蓄積した結果、周囲500キロメートルに台風なみの被害を与えるという凄まじすぎる破壊力を誇る。80をもはるかに上回るパワーとレーザー光線で戦闘を優位に進め、80を敗北寸前まで追い詰める。80＝猛を助けようとしたバルをも噛み殺すが、怒りに燃えた80の猛反撃を受け、ウルトラ400文キック、ウルトラスラッガー投げ、サクシウム光線を続け様に受け敗北した。
- デザインは山口修が担当した[11]。デザイン画では飛行形態を意識した状態で描かれた[8][11]。

## 渓谷怪獣 キャッシー
第29話「怪獣帝王の怒り」に登場。
秘境・鬼矢谷（）に潜み、300年に一度の周期で目を覚ます伝説の怪獣。名前は劇中、自警団の団長が鬼矢谷にちなんで、「キャッシー」と命名する。『帰ってきたウルトラマン』のゴーストロンと類似種であるということが劇中で語られる。肉食で、口から6万度の火炎を放射するほか、鋭い牙を持ち、怪力を生かして敵を攻撃する。
目覚めた直後、空腹から肉を求めて暴れるが、本来は温厚な性質。オオヤマキャップの推測では1日に1千キログラムの肉を食べるとされ、空腹になると火炎が吐けなくなるが、代わりに黒煙を吐き出す。怪獣による村起こしを狙ってキャッシー生け捕りを企む鬼矢谷村の村長たちを逆に捕食しようとして80と対決。最後には空腹で力尽き、80に人間が誰も知らない場所に連れて行かれ、そこで再び長い眠りについた。
- デザインは山口修が担当した[11]。造形では人間味溢れる表情となり、顔も大きくなった[11]。
- 造形は若狭新一が担当した[13]。

## 変身宇宙人 ザタン星人
第30話「砂漠に消えた友人」に登場。
科学力が発達した悪魔の星ザタン星の出身で、これまでにも多くの星を侵略してきた悪質な宇宙人。細胞だけの生物で骨格がない。護身用の特殊電磁バリヤーを全身に纏い、光線銃を所持。複数のザタン星人が既に地球に侵入しており（ラストのナレーションより）、劇中に登場する2体はUGM基地内に侵入して地球侵略の障害となる地球防衛軍の宇宙観測センターの破壊を目論む。かつて、アフリカの砂漠でセラの先輩である毎朝タイムスの土山記者と、その相棒の青木カメラマンを殺害し彼らの姿に変身して基地への侵入を試みる。だが、監視カメラが撮影した透視画像によって正体が露見し、青木に変身した個体は矢的のブライトスティックを取り付けたライザーガンで、土山に変身した個体はザタンシルバー召喚後にセラによって射殺された。
- 演：堀江昭
- 人間体：槇健吾（土山記者）、大谷一夫（青木カメラマン）
- デザインは山口修が担当した[11]。

## 侵略怪獣 ザタンシルバー
第30話「砂漠に消えた友人」に登場。
ザタン星の科学力を駆使して開発されたロボット怪獣。シルバーと名前にあるように、金属反応を示さない特殊超金属でできた銀色の装甲はあらゆる攻撃を受け付けない。武器は口から放射する糸状の粘液で、この粘液は固まると繊維のように変化して敵の攻撃を封じる。通常の戦闘機には十分な効果を示す他、スカイハイヤーや80の動きを封じて苦しめた。劇中ではレーザー砲、ミサイル、特殊溶解爆弾・GZ爆弾、80の400文キック、サクシウム光線2連発も効かない。装甲が硬い分、内部は大変脆い。ザタン星人が絶命する前に発した指令により、宇宙観測センターを破壊しようとした。宇宙観測センターの付近で80と対決し、非常に強力な装甲で80を苦戦させた。80から激しい一点集中攻撃を受けた際に装甲が一部破損し、内部の機械が露出したところへフリージングレーザーを撃たれ、内部の機械が凍結して活動停止すると最後は内部の機械にタイマーショットを受け、破壊された。
- デザインは山口修が担当した[11]。デザインでは胸の内部が描かれたが、劇中では破損箇所は腕に変更された[11]。

## 植物もどき怪獣 ゾラ
第31話「怪獣の種飛んだ」に登場。
タンポポの綿毛に似た植物の種に化け地球に侵入した。その風貌からは植物に見えるが自由に動き回り、四肢も存在する。動物と同じく多量の酸素を吸収して二酸化炭素を放出するが、吸収量も放出量も尋常でないため、ゾラの周りの生物は全て息絶える。マリコという少女の花畑で育てられ、UGMに存在を把握されるも急成長し矢的が撃ったライザーガンのエネルギーで怪獣化。武器は口のような部分から放射する神経を麻痺させる毒花粉（ガス）と、敵を絡めとる200メートル伸びるツタ（触手）。怪力を誇り、格闘技にも長けていて飛び蹴りを放つなど身軽でもある。80をツタで捕らえ、毒花粉を浴びせて危機に陥れるが、ウルトラダブルアローでツタを切断されると続けてサクシウム光線を浴び、大爆発した。
- デザインは山口修が担当した[11]。種子と芽、植物状態や成長過程など、劇中での変化形態ごとにデザイン画が細かく描かれている[107][11]。尻尾や触手を動かす芯は自転車のブレーキアウターを使用している[107][13]。
- 造形は若狭新一が担当した[13]。
- 『ウルトラマンメビウス』に登場する宇宙植物怪獣ソリチュラの毒花粉に含まれている「ソリチュラ化合銀」はゾラの毒花粉と同じ成分であることから両者は遠い親戚ではないのかという説が番組公式サイトの「WEBメビナビ」で囁かれている[要文献特定詳細情報]。
- 映画『大怪獣バトル ウルトラ銀河伝説 THE MOVIE』では、百体怪獣ベリュドラの胴体を構成する怪獣の1体となっている[108]。

## すくらっぷ幽霊船 バラックシップ
第32話「暗黒の海のモンスターシップ」に登場。
15年前、マゼラン海峡付近で氷山に衝突して沈没したコンピュータ制御の大型の完全無人貨物船クイーンズ号のメインコンピューターが、船体を自力で修復して自己再生を遂げて復活した廃船の塊。その際に積荷である強磁力を有する特殊合金を盗用し、強力な磁気を発生させる能力を得ている。武器は廃船ごと取り込んだ強力な砲台群から放つミサイル。また、船内に侵入した猛たち人間をコードで巻きつけて捕らえる。
沈没前にプログラミングされていた通り、アメリカの沿岸から東京湾を目指して航行を開始する。「二度と氷山に負けない」ために、アキラ少年の父親が船長を務める日生丸をはじめとして、付近を航行する船舶、果ては猛のスカイハイヤーをも次々と強力な磁力で引き寄せて同化し、最終的には氷山にぶつかっても損傷しない強度を得る。砲撃でスペースマミーを撃墜して80を苦しめるが、最後はサクシウム光線を受けて大爆発した。
- デザインは山口修が担当した[11]。デザイン画では飛び人形の80との絡みがメインとなることを想定して設計された[11]。

## 工作怪獣 ガゼラ
第33話「少年が作ってしまった怪獣」に登場。
難病を抱えた建一少年が作った「口からダイヤモンドも3秒で溶かす高熱火炎を放射し、胸にある増幅器で敵の攻撃を2倍にして跳ね返す」という設定の怪獣の玩具に正体不明の火の玉が憑依した怪獣。建一のマイナスエネルギーやライザーガンのエネルギーを吸収して一気に巨大化し、登場したウルトラマン80のパンチとキックに加え、サクシウム光線までも吸収して角と右手から倍返しにし、80を圧倒する。しかし、建一から胸の増幅器が外れやすいことを教えられた80にムーンサルトキックで増幅器を破壊されたうえに連続の投げ技で圧倒され、分離した怪獣の魂はウルトラショットで撃破された。
- デザインは山口修が担当した[11]。「子供が作った怪獣」という設定にちなみ、撮影当時に本作品の特撮班撮影チーフを務めていた大岡新一が息子に粘土で作らせた怪獣が、デザイン原案として使われている[出典 150]。造形では右手がロボット玩具のパーツのようにアレンジされた[11]。

## 巨大怪魚 アンゴーラス（親・子）
第34話「ヘンテコリンな魚を釣ったぞ！」に登場。書籍によっては子の別名を怪魚と記述している。
三浦半島沖の水深2万メートルに生息する巨大な魚の親子。親は海中を時速100キロメートルで泳ぐ。親アンゴーラスの頭部には捨てられた釣り糸が無数に絡んでいて痛々しい状態になっている。子供は最初は50センチメートルほどの小さな魚だったが、治少年に釣られた後は急速に成長し、親アンゴーラスをシグマ電波で呼ぶ。親アンゴーラスは子供を求めて暴れ回り、口からテッポウウオのような高圧水流（潮）を噴き上げ、津波まで起こしてUGMや80を苦しめるが、子供を返すと深海に戻っていった。
- デザインは山口修が担当した[11]。

## 三つ首怪獣 ファイヤードラコ
第35話「99年目の竜神祭」に登場。
やまなみ村一帯を昔荒らし回っていた赤・青・白の3色の首を持つ怪獣。村には「妖怪三つ首竜」として伝説になっていた。100年前、やまなみ村の村長が酒で酔い潰し、首の付け根を切り裂くと竜玉が転げ落ち、3つの首は山奥に逃げ去った。その後、竜玉は神社に治められ、100年経つと竜玉が曇り、三つ首竜が蘇ると言われている。そのため、99年目である本作品の時代に神社から出され、竜玉が曇らないよう磨かれることとなる。
三つ首竜のうち、赤い首は人間を灰にするほどの炎を吐く火吹き男として、青い首は頭突きで猛を気絶させるほどの石頭を持つ怪力男として、大道芸人に紛れて神社の祭りに参加する。白い首は少年・光男に化けて神主・山川の養子になり、小学生として生活していた。光男が竜玉を神社から盗んだために3人は合体し、再生復活する。高熱火炎と光線、頭突き、噛み付きといった攻撃で80を苦しめるが、改心した白い首が赤い首に噛みついたことにより、形勢は逆転する。最後は80のウルトラアイスポットを胴体に浴び、サクシウム光線を赤い首、青い首の順に受けて大爆発した。なお、80の攻撃を受けなかった白い首は光男の姿に戻り、どこかへ去って行った。
- 人間体：大前均（怪力男）、新海丈夫（火吹き男）、杉本浩一（光男）
- シナリオでの名称はファイヤードラゴン。
- デザインは山口修が担当した[11]。
- 造型は若狭新一、原口智生、鯨井実が担当[107][13]。首や口はラジコンで動かしている[107][13]。
- アーケードゲーム『ウルトラ警備隊 空想特撮ゲーム』では、ステージ7のボス（最終ボスの前座）として登場している。
- 映画『新世紀ウルトラマン伝説』にも登場。映像は本作品からの流用。

## 昆虫怪獣 グワガンダ
第36話「がんばれ！クワガタ越冬隊」に登場。
小学5年生のガキ大将であるヤマちゃんの過失により、飼っていたクワガタを死なせることになってしまった小学4年生のアッちゃんが持った怒りのマイナスエネルギーがクワガタの死骸に宿った怪獣。武器は頭部と4本の腕にあるハサミで、相手を挟み込み締めつけて攻撃する。
アッちゃんの怒りが治まらない限りは何度倒されてもすぐに起き上がり、「人間の気持ちにはかなわない」と悟ったウルトラマン80を圧倒する。80の視線で事態に気づいたヤマちゃんがアッちゃんに謝り、アッちゃんの怒りが解けるとグワガンダは土の中へ帰っていった。後日、死んだクワガタを埋めた場所をアッちゃんとヤマちゃんたちが掘ると、息を吹き返したクワガタが現れる。仲直りしたアッちゃんとヤマちゃんたちは、「クワガタ越冬隊」を結成する。
- 書籍『ウルトラマン白書』では、名称を「クワガンダ」と誤記している[141]。
- デザインは山口修が担当した[11]。モチーフはクワガタムシ[11]。飛行カットはないが、内側の翅も作られている[11]。
- グラビア版『ウルトラ兄弟物語アンドロメロス』では、てれびくん1981年7月号[142]に登場した再生ゼットンがグワガンダと合体して合体ゼットンになる。

## 宇宙忍者 バルタン星人

### 五代目
第37話「怖れていたバルタン星人の動物園作戦」に登場。
体色はグレーで、口吻の形状が豚の鼻のような独特なものとなっている。
圧倒的な科学力と技術力を誇り、自分たちを優秀な種族だと思っている。そのため、異星人や宇宙生物を自分たちより劣ると見なして吸引光線で葉巻型の宇宙船に収容しては、下等生物としてバルタン星の宇宙動物園へ送り込んでいる。恨み重なるウルトラ戦士の1人であるウルトラマン80のことも、下等動物としてバルタン星の動物園に収容するべく作戦を開始する。UGMの豆記者に落選した少年・森田政夫に変身してUGM基地に潜入し、戦闘機シルバーガル内で矢的隊員と2人きりになったところで正体を現して捕らえようとするが、2人きりになったのは矢的の計略で彼に脱出されたため、彼のパラシュートのベルトを切断して殺害しようと計画する。しかし、80に変身されて自らも巨大化する。戦闘力は高く、ハサミからの火炎弾バルタンファイヤーや格闘、瞬間移動、透明化、さらに宇宙船との連携攻撃などを駆使して地上や空中で激しい戦いを繰り広げるものの、透明化を見破られたうえにスペースマミーが宇宙船迎撃に出動したため、形勢は逆転する。最後は80にウルトラスウィングで宇宙船へ激突させられ、爆死する。
- 声：水鳥鉄夫
- スーツアクター：佐藤友弘
- 着ぐるみは映画『ウルトラマン怪獣大決戦』の新撮シーンに登場したものの改造であり[13]、のちに戦闘シーンに台詞が追加されて『ウルトラマン物語』に流用された。
- 新たなバルタン星の設定は、銀河系に新たなバルタン星を建造したとする書籍がある[147]一方で、「R惑星の通称が、このころにはバルタン星になっていたのではないだろうか」という考察もある[148]。『ウルトラ怪獣大百科』では「バルタンの星」と言われた。

### 六代目
第45話「バルタン星人の限りなきチャレンジ魂」に登場。
宇宙に造り上げた新バルタン星から、またしても地球征服にやってきた限りなきチャレンジ魂の持ち主。姿形は五代目のものとまったく同じであるが、破壊による制圧を目指した従来の個体とは異なり、当話では謀略による地球人の自壊を目指した侵略手法を採用した。少年の山野正也にフライングディスクを用いさせて写真を撮らせ、それをUFOの写真と思い込ませたうえで彼の母のよし子に変身し、山野には偽のUFO写真を子供たちに配るように指示する。それを元に小さな揉め事を起こさせ、最終的には子供同士の喧嘩から大人同士、果ては地球上の世界大戦争にまで発展させて人類の自滅を企む。
初代や二代目など初期作品の個体は地球上の言語や価値観をまったく理解していなかったが、この個体は饒舌さに磨きがかかっており、「お釈迦様でもご存知あるめえ！」など、放送当時の日本人がすでに話さないような江戸時代の町人言葉までよく話すようになっている。
児童層の擾乱（）を狙った初期計画を実行するため、自分の顔を模した小型飛行艇に乗って子供たちの前に飛来し、ハサミから出した白い光線状の袋で捕らえた際に矢的隊員のライザーガンの銃撃で飛行艇を破壊され、彼の前で子供を光線に包んで人質に取り、巨大化して破壊活動を行った末、矢的が変身したウルトラマン80との直接対決となる。戦闘力は高く、五代目と同様に瞬間移動や格闘術に長けているうえ、ハサミから80のサクシウム光線と互角の泡状光線「エクシードフラッシャー」や、五代目も使用した火炎弾「バルタンファイヤー」を放つなど、もっぱら武力による攻撃に転じて80を苦戦させるが、最後は80が初代ウルトラマンから学んだウルトラスラッシュを受けて倒され、子供たちも無事に救出される。
この個体は怪獣頻出期の終盤に出現した異星人でもあり、これを最後に『ウルトラマン』から続くバルタン星人の地球侵略もしばらくは鳴りを潜めることとなった。
- 声：西村知道
- スーツアクター：佐藤友弘（巨大時）、奈良光一（等身大時）
- 着ぐるみは五代目と同様に『ウルトラマン怪獣大決戦』のものの改造だが[13]、体色がやや異なり初代同様に目玉などが動くものが等身大時、五代目の流用を巨大化時にと2体が使い分けられている。なお、等身大の時はハサミが上下左右逆に取り付けられている。

## 心霊怪獣 ゴースドン
第38話「大空にひびけ ウルトラの父の声」に登場。
黒雲に潜んでいた怪獣の悪霊が、凧揚げ大会で揚げられた怪獣凧に描かれた怪獣の絵に憑依して実体化した怪獣。武器は左腕の稲妻状の剣（槍）や、右腕の二股で、先端は多数のとげが付いた砲丸状になっている鞭と、角から出す怪光線。元が凧であるためか身軽な動きをし、背中の凧状ひれで起こす強力な突風や高いジャンプ力で飛び蹴りの連続を繰り出す猛攻で80を苦しめるが、ウルトラの父に励まされた80が放ったウルトラオーラで消滅した。
- デザインは山口修が担当した[11]。造形ではカラーリングがやや地味に抑えられている[11]。別途で背ビレの展開ギミックの線画デザインが追加された[11]。

## 少年怪獣 テツオン
第39話「ボクは怪獣だ〜い」に登場。
野球好きだが、三振ばかりで勉強も苦手という何の取り柄もない小学生の田畑テツ男少年が突如舞い降りた超小型円盤に入っていた宇宙植物の種を偶然飲み込んだ後、いびきをかいて眠りながら変身し誕生した怪獣。超能力（テレポートとサイコキネシス）が使え、野球をすれば毎打席ホームラン、勉強も簡単にできる。犬のような鼻と口とひげ、そして大きく斜め正面に飛び出た目の顔つきで、頭部に回転する触角がある。性格はわがままだが、変身前の唯一の長所であった優しい心の持ち主で、商店街の新春仮装大会に怪獣の着ぐるみとして参加し、優勝する。甘いものが大好きで、ケーキ30個は軽くたいらげる。ケーキと引き換えに皆の宿題を片付けたり、浪人生の家庭教師をしたりする。最初は友達が持ち上げていたこともあって元の姿に戻ることを拒むが、あまりに優秀すぎるために友人たちから疎まれるようになり、あげくの果てに空腹に耐えかねてケーキなどの商店街の商品を盗み食いする。矢的の説得により元の姿に戻りたいと願い、ミクロ化した80がテツオンの体内の宇宙植物を倒したら元の姿に戻った。
- スーツアクター：山村哲夫
- 声：高橋和枝（テツ男少年の声も担当）
- 等身大の少年が変身した怪獣が町内で騒動を起こすという「ウルトラシリーズ」にしては珍しいプロットは、『ウルトラQ』のカネゴンを踏襲したものであり、同様の路線で製作されたコメディ番組『快獣ブースカ』でブースカの声を演じた高橋やチャメゴンのスーツアクターを務めた山村がキャスティングされている[154]。
- 名称は山村の名に由来する[155]。

## 宇宙植物
第39話「ボクは怪獣だ〜い」に登場。
田畑テツ男少年を怪獣化させた宇宙植物で、飛来した超小型円盤に搭載されていた種子がテツ男の体内で発芽・急成長したもの。根を張った直後に体内からの麻酔液でテツ男を眠らせた後、体内のメタモルタンク内で分泌されたメタモル液でテツ男の細胞を変異同化させ、怪獣化させる。性格は大人しいが外敵に反応すると根と鞭状の触手で攻撃し、戦闘時には本体と花弁が分離する。縮小化した80とテツオンの体内で格闘戦を繰り広げたが、80のサクシウム光線2連発で消滅した。
- デザインは山口修のアシスタント[156][12]。
- 書籍によっては、別名を寄生生命体としている[6][138]。

## すもう怪獣 ジヒビキラン
第40話「山からすもう小僧がやって来た」に登場。
足柄山の秘境に棲むと言われる相撲の神様、すもう小僧が変身した怪獣。すもう小僧の外見は小学3年生ぐらいの太った男の子で、金太郎のような姿をしている。腕白な性格だが純真な心を持ち、人懐っこい面があり食べ物には目がない。すもう小僧はいつもは寝てばかりいるが、目を覚ますと相撲をとってくれるため子供たちの人気者で、相撲さえとっていればいつも機嫌がよいが、一度怒ると手の付けられない凶暴な怪獣ジヒビキランに変身する。百番相撲をとると満足し、10年でも20年でも寝るらしい。オオヤマキャップの話によると、昔々、相撲好きな木こりの息子がいて、村祭りの相撲大会に飛び入りしては賞品を独り占めしていたため、村人たちに疎まれて谷底に突き落とされて怪獣になったという。久しぶりに目を覚まして、大学の相撲部やOBのセラ、UGMの隊員たちを軽く投げ飛ばすが、泥棒2人組に騙されて金儲けに利用される。泥棒に入った家の塀の電流に怒ってジヒビキランに変身する。変身後は凶暴な性格になり、暴れるが80に百番目の相撲を挑まれてこれを受け、敗れはするものの百番相撲を取り終えて満足し、すもう小僧の姿に戻ってUGMや子供たちに見守られながら足柄秘境へ帰っていった。
- 人間体（すもう小僧）：田辺潤
- デザインは山口修が担当した[11]。終盤から登場する怪獣は子供向けのかわいいデザインにするという要求があったため、コミカルなテイストの怪獣が登場するようになり、山口は筋肉の表現などはフランク・フラゼッタの画集を参考にしたという[107]。

## ゼロ戦怪鳥 バレバドン
第41話「君はゼロ戦怪鳥を見たくないかい？」に登場。
5、60年に一度、地球の大鳥渓谷にやって来る宇宙渡り鳥。宇宙での旅で腹をすかしていて何でも食べるが、特に人間の子供が好物らしい。背中の翼に加えて両足には翼状の鰭があり、複葉機を連想させるデザイン。
零戦マニアの武夫少年が心血を注いだラジコン零戦を飲み込んだため、ラジコンを探しに来た武夫のコントローラーの通りに動く。武夫はバレバドンの背中に「悪乗り」して飛び回り、零戦に乗りたいという夢をかなえるが、バレバドンがラジコンを吐き出したため、コントロールから解放されたバレバドンに武夫は振り落とされそうになる。しかし、武夫は80に間一髪で救出され、バレバドンは80と戦うことなく宇宙へと逃げ去っていった。
- 造形はモンスターズが担当[131]。操演用の数パターンが制作された[11]。

## ムチ腕怪獣 ズラスイマー
第42話「さすが！観音さまは強かった！」に登場。
栃木県宇都宮市大谷町の平和観音像の下に封印されていた怪獣。大泥棒マサゴエモンの千両箱を狙う泥棒2人がダイナマイトの爆発で観音像を倒したために復活した。火山に埋まっていたので熱に強く、左腕の鞭で80を苦しめる。しかし、大谷石の硬さには敵わず、落ちてきた石で足や頭を痛め、建物を破壊しようにも硬すぎて腕を痛める。地元の信夫少年の通報で現れたUGMの近代兵器や80の攻撃もしのぐが、80が観音像とともに放ったウルトラ観音光線で花畑に変えられ再び封印された。
- デザインは一般公募によるものである[157]。そのデザインを基に山口がクリンナップした[8][12]。
- 着ぐるみはザキラの改造[158]。
- 『ウルトラマンゼロ&オールスターウルトラマン超絶!ウルトラリーグ』（『てれびくん』2011年8月号掲載分）ではウルトラマンキング、ウルトラマンノア、ウルトラの父がダークザギ軍団と戦っているころ、ウルトラマンゼロ、ウルトラマンコスモス（コロナモード）、ウルトラマンダイナを襲う。

## 侵略星人 ガルタン大王
第43話「ウルトラの星から飛んで来た女戦士」に登場。
宇宙征服を企てる凶悪な怪人。かつて全宇宙制覇に邪魔なウルトラの星を壊滅させようとしたが、その戦いで息子でもある王子をウルトラ一族に倒され、その逆怨みから宇宙を荒らしまわるようになった。数百万人とも言われている規模のガラガラ星人部隊を指揮し、全宇宙の征服を目的として各地に前衛基地を多数建造しており、地球にはウルトラの星の王女・ユリアンを殺害しようと襲来する。怪力と手に持った鋭い切れ味の長剣・青竜刀（実際の形状は柳葉刀）が武器で、剣を大地に刺すことで地を這う破壊光線（破壊エネルギー）・爆烈青龍剣を放つことができる。この破壊光線は地面に刺さなくても使用可能。ウルトラの星への復讐のため、手始めに80を血祭りに上げようとするが、青竜刀をウルトラダブルアローで折られ、自身も80のサクシウム光線の前に敗れ去った。
- 声：村松康雄
- デザインは山口修が担当した[11]。アジトの玉座のセットもイメージボードが別途で描かれている[11]。

### その他の作品に登場するガルタン大王
- 漫画『ウルトラマン超闘士激伝』には強豪宇宙人の一人として登場し、闘士レッドキングに敗れる。
- 書籍『ウルトラマンメビウス ARCHIVE DOCUMENT』に掲載された小説「守るための太刀」（作：赤星政尚）では、かつて若き日のガルタン大王がザムシャーと戦っていたことが語られる。

## 遊牧星人 ガラガラ星人
第43話「ウルトラの星から飛んで来た女戦士」に登場。
ウルトラの星を侵略しようとしたガルタン大王の配下。元々は宇宙の遊牧民らしいが個々の力は大変弱いため、進んで支配下に入り、共に全宇宙の制覇を夢見ている。集団行動を重視しているほか、短剣や槍などで武装しており、人間にも変身できる。UGMの城野をユリアンと誤認したうえ、猛と涼子（ユリアン）、イケダの3人を大人数で奇襲したにもかかわらず、イケダにも手玉に取られたりするが、最後はガルタン大王の基地の爆発と共に全員が爆死する。
- デザインは山口修が担当した[11]。造形ではカラーリングが異なる[11]。
- マスクはファンタス星人の改造[159][13]。顔の部分のみ原型を作り、それをファンタス星人の上に貼り付けている[13]。
- 書籍『ウルトラマンメビウス ARCHIVE DOCUMENT』に掲載された小説「守るための太刀」（作：赤星政尚）では、無数のガラガラ星人がザムシャーを襲うも、蹴散らされたことが書かれている。

## 妄想ウルトラセブン
第44話「激ファイト！80VSウルトラセブン」に登場。
暴走族のサタン党に撥ねられて重傷を負ったサッカー少年・田島直人の恨みの心が、直人の大切にしていたウルトラセブンの人形に憑依し、病院の窓から外へ飛び出して実体化したもの。外見上は本物のセブンと違いはないが、本物とは全く異なる不気味な唸り声や青色のオーラを出している他、ゾンビのように手を前に突き出して歩く。脳波を調べた星涼子（ユリアン）が「あのセブンはウルトラ星人じゃない」と見破っていた。強靱な筋力を持ち、額のビームランプからエメリウム光線（フェイクエメリウム）を発射するほか、サッカー好きの直人の心を受け継いでいるためかキック攻撃を得意としている。
自分や姉やチームメイトを撥ねたサタン党への怒りから、復讐を果たすためにサタン党の1人を捕まえ地面に思い切り投げつけ残りのメンバーを追い掛け回し夜の街で暴れ破壊の限りを尽くし、UGMや80とも激闘を繰り広げる。最後は80の「君は君以外のウルトラセブンを慕う少年たちの心を傷付けるつもりか？ウルトラセブンは平和の守り神ではないのか？」という説得と、恐怖のあまり腰が抜けたサタン党が土下座して深く反省しUGMに「暴走族はやめます」と涙ながらに約束したことで直人の怒りが治まったところにタイマーショットを受け、生き霊が体から分離。抜け殻となった体は80に宇宙に運ばれていった。その後、直人も無事に回復し試合に復帰した。
- スーツアクター：渥美博
- 資料によっては怨念ウルトラセブンとも表記されている[161]。

### 『ウルトラスーパーファイト』に登場する妄想ウルトラセブン
ビデオ作品『ウルトラスーパーファイト』第5話「悪夢!? マン対セブンの決闘? -紅い悪魔 妄想ウルトラセブン登場-」に登場。
ウルトラマンに倒された者たちの邪念で復活した。手始めにウルトラマンAを襲って重傷を負わせ、続いて現れたウルトラマンと雨の中で泥まみれの激闘を繰り広げるが、最後はウルトラ霞切りで倒された。
- 声：島田敏

### 『PDウルトラマンバトルコレクション64』に登場する妄想ウルトラセブン
ゲーム『PDウルトラマンバトルコレクション64』に登場。
『ウルトラマン80』に登場するキャラクター（80を含む）の中で唯一登場。入手は簡単ではなく、GBパックと特定のGBソフトが必要である。キャラクター性能は本物のウルトラセブンとほぼ同じ。

### 『ウルトラマン Fighting Evolution 3』に登場する妄想ウルトラセブン
PS2ゲーム『ウルトラマン Fighting Evolution 3』に登場。
ウルトラモード「激ファイト! 80VSウルトラセブン」に敵として登場。一定条件を満たせば、プレイヤーキャラクターとしても使用可能になる。基本的にはテレビシリーズ本編と同様の特徴を持ち、フェイクエメリウム光線を使用できるほか、RLボタン対応のサッカーキックや、原作未使用のアイスラッガーも使用可能。また、「走れない代わりに、歩行動作中は多少の攻撃を受けても怯まない」という特性を持っている。本物のウルトラセブンと戦闘スタイルはほとんど同じだが、コンボは本物より少ない。本物のウルトラセブンの掛け声を一部ピッチダウンして使用している。

## 壺の精 マアジン
第46話「恐れていたレッドキングの復活宣言」に登場。書籍『ウルトラマン白書』ではマージンとも表記している。
子供たちの拾った壺の中から300年ぶりに出てきた、綺麗好きでどんな願いでも叶えてくれる大魔法使い。性格は少し抜けているところがある。必ず語尾に「 - ガスよ」と付ける。魔法の壺から出す時の呪文は「アカサタナンナン マミムメモン」。子供たちの「本物そっくりに動くレッドキングのおもちゃが欲しい」という願いを受けるが、疲れていたことから間違えて本物のレッドキングを出現させる。子供たちが取り合ったはずみで魔法の壺は壊れ、二度と現れることができなくなるが最後のプレゼントとして雪を降らせる。
- 演：横山あきお
- 子供たちのリクエストにはレッドキング以外にウーやエレキングがあり、『ウルトラマン』や『ウルトラセブン』の映像を流用する形で回想シーンに登場する（一部のSEは差し替えられている）。

## どくろ怪獣 レッドキング（三代目）
第46話「恐れていたレッドキングの復活宣言」に登場。書籍などでは三代目と表記される。
壺の精マアジンが、子供たちの「レッドキング（のおもちゃ）が欲しい」という要望を誤解して捉えて本物を呼び出したことにより、出現する。
凶暴かつ短気で好戦的な性格にして怪力を誇るうえ、高速飛行中の戦闘機を素手で叩き落とす、80のキックをかわすなど、腕力や反射神経が高い反面、80に足を踏まれると声を上げて痛がるなど、コミカルな一面も見せる。噛み付き技や尻尾攻撃といった戦法こそ過去作品の登場個体から大きく変わっているが、性格は前述のように同様であり、80を追いつめたつもりで何度も投げ飛ばされた結果、形勢は逆転する。最後は、ムーンサルトキックを受けて怯んだところにサクシウム光線を受け、大爆発する。
- スーツアクター：佐藤友弘
- レッドキング以外には、欲しい玩具の候補としてエレキングやウーを挙げる少年たちも居り、それらの回想場面も流れた。
- テレビ番組『ウルトラ怪獣大百科』では、本物ではなく魔法で生み出された限りなく本物に近いイミテーションであると解説されている[167]。
- スーツは新規造形[13]。造形はモンスターズが担当[131][13]。二代目の頭部に初代の牙を加えたような形状となっており、体色が青みがかっているのも特徴である[131]。

## 紫外線怪獣 グロブスク
第47話「魔のグローブ 落し物にご用心!!」に登場。
野球好きの正少年が試合での守備エラーの原因として捨てたグローブが地球のオゾン層の破壊に伴い、オゾン層に遮蔽されずに地表に到達した異常な紫外線エネルギーを大量に浴びた怪獣。紫外線をエネルギー源とするため日中しか活動できず、赤外線を嫌い、星涼子が発した赤外線光線プリンセスレイの刺激を受けて巨大化する。太陽光線のないところでは姿は見えないが、猛のウルトラアイで姿を暴かれる。夜中に80と戦い、身軽な動きで飛び跳ね、上下逆さまでも戦え、目から光線を放つ。体を80の攻撃がすり抜けるように変化させるが、再び涼子のプリンセスレイを受けて弱体化し、逃亡を図ったところ、80の赤外線光線ガッツパワー光線（書籍によってはサクシウム光線Bタイプと表記）を受けて消滅し、最後は元のグローブに戻った。
- デザインは山口修が担当した[11]。別途で小サイズのデザイン画も描かれている[11]。
- 映画『ウルトラマンギンガ 劇場スペシャル ウルトラ怪獣☆ヒーロー大乱戦!』では、友也の怪獣図鑑の1ページとしてグロブスクのイラストも描かれているが未登場となっている[119]。

## マラソン怪獣 イダテンラン
第48話「死神山のスピードランナー」に登場。
中部山岳地方にある通称「死神山」に棲むと言われる足の神様マラソン小僧が変身した怪獣。村人たちは山芋や大根を供えて崇めている。その返礼にマラソン小僧は年に一度村を走り抜け、その姿を見た者は病気などもたちまち快癒するという。普段は大人しいが、一度怒ると手の付けられない怪獣イダテンランに変身すると言われている。速い者と一緒に走るのが好きで、中学校対抗マラソン大会を見物するため街へ降りてくるが星雲中学校の校長に騙されて「死神走太」と名付けられ、入学者集めの広告塔に利用される。昔、山犬に足首を噛まれた経験から犬が苦手で、マラソン大会中に校長が放った犬に驚いてイダテンランに変身する。走るだけで周囲に大地震を起こすうえに、口から風速60メートル以上の突風を吹き、走る際の衝撃波で攻撃する。80のリングリング光線で元の姿に戻り、死神山に帰っていった。
- 人間体（死神走太）、声：小林聖和
- デザインは山口修が担当した[11]。死神走太のデザインも別途で描かれている[11]。

## 合体怪獣 プラズマ
第49話「80最大のピンチ！変身！女ウルトラマン」に登場。
奥多摩の仁王山の地底に潜伏し、仲間のマイナズマと共に夜12時に1520キロヘルツの怪電波を東京14か所から発信して怪獣が14体いるように思わせてUGMを撹乱させようとする。怪気流や崖崩れを起こしてUGMの調査を妨害する一方、UGMの威嚇攻撃を受けてもじっと地底に潜み、自分の位置を知らせないようにするなど、高い知能を持っている。肉食で口が3つあり、その食欲は凄まじく、一度に牛30頭を平らげるという。ツトム少年のラジオが発する電波に反応して現れ、マイナズマを呼び寄せる。胸の2本の角から白色光線を出して攻撃し、頭の角から紫色のプラス電撃光線を発してマイナズマと背中合わせに合体し、何倍もの力を引き出す。80のサクシウム光線とバックルビームやスカイハイヤーとエースフライヤーのレーザーショック砲を弾き返し、マイナズマとのタッグ攻撃でスカイハイヤーとエースフライヤーを撃退しながら80を窮地に追い詰めるが、助けに現れたユリアンによって形勢を逆転され、80とユリアンの合体技ダブルパワーで倒された。
- デザインは山口修が担当した[11]。
- 映画『ウルトラマンZOFFY ウルトラの戦士VS大怪獣軍団』および『新世紀ウルトラマン伝説』にも登場。いずれも映像は本作品からの流用。

## 合体怪獣 マイナズマ
第49話「80最大のピンチ！変身！女ウルトラマン」に登場。
プラズマの弟分的怪獣。プラズマが発する1520キロヘルツの電波に呼び寄せられて現れ、尻尾の一撃で猛に重傷を負わせる。頭の2本の角から青色の光線を出して攻撃し、マイナス電撃光線を発してプラズマと合体することで、無類の強さを発揮する。80との戦闘では、プラズマとの息の合った連係で追いつめ、合体して80のサクシウム光線とバックルビームやスカイハイヤーとエースフライヤーのレーザーショック砲を防ぐと、合体を解き、スカイハイヤーとエースフライヤーを撃退しながら80を挟撃によって追い込む。しかしそこに登場したユリアンと戦う間に80に体勢を立て直され、最後は80とユリアンの合体技ダブルパワーで逆襲され、プラズマとともに粉砕された。
- デザインは山口修が担当した[11]。
- 映画『ウルトラマンZOFFY ウルトラの戦士VS大怪獣軍団』および『新世紀ウルトラマン伝説』にも登場。いずれも映像は本作品からの流用。

## 冷凍怪獣 マーゴドン
第50話「あっ！キリンも象も氷になった!!」に登場。
暖かな惑星全体のエネルギーを吸収して死の星に変えるという、恐ろしい宇宙怪獣。外見は白毛のマンモスを彷彿させ、地球を狙う以前にも熱のある惑星に侵入して熱エネルギーを奪い取って死滅させ、氷漬けにしてきた。最大の武器は全身から噴射する超低温の冷凍液（冷凍ガス）で、九州の南原市を氷漬けにした。鼻からは冷凍ガスを放つ。また、地上を滑走して氷漬けにしたビルへ体当たり攻撃を行う。基本的に熱攻撃は通用せず、UGMのミサイル攻撃を受けた際に発生した火花をも吸収するが、その身体は低温のために脆く、物理的な衝撃が弱点である。最後はUGMによる冷凍液で凍らされ、そこに巨大鉄球（ジャイアントボール）を受けて四散し、ウルトラマン80の力を借りることなく初めてUGMの力だけで倒された。凍結された南原市も、マーゴドンが倒された直後に元へ戻った。
- 当初、マーゴドンが登場する最終回は前後編が予定されており、検討稿ではマーゴドンのデザインも氷塊のような全身で、マンモスではなくサイのような角を生やした凶悪怪獣としてデザインされていた[11]。物語が現行の形に改められる際、改めてデザインもやり直されたという[168]。デザイン画や造形時では顔が完全に露出していた[107][11]。別途で腹部の冷気の噴出口のディテールが描き加えられた造形指示書が描かれた[11]。また、当初のシナリオではマーゴドンの冷気に遭うのは南太平洋やアフリカであり、サブタイトルは後者で暮らす動物たちのことであったが、予算の都合でセットが組めなくなったため、舞台を南原市として動物園を氷漬けにするということで切り抜けたという[169]。
- 造形はモンスターズ（若狭新一[12]）が担当[131]。

### その他の作品に登場するマーゴドン
- 『ウルトラギャラクシー大怪獣バトル』では、第1話に登場が検討されるもスーツが現存していなかったため、ペギラに変更された[170]。
- 映画『大怪獣バトル ウルトラ銀河伝説 THE MOVIE』では、百体怪獣ベリュドラの右腕を構成する怪獣の1体となっている[108]。
- 『ウルトラゾーン』第15話のミニコーナー「怪獣ことわざ」では、「マーゴドンにも衣裳」という絵が登場する[52]。
- 書籍『ウルトラマンR/B超全集』収録の小説「蒼い瞳の少女は灰色と名乗った」では、宇宙ギャング・バルサス一味配下の怪獣として登場[171]。惑星O-50でロッソ・ブル・グリージョらを窮地に追い込むが、戦士の頂でウルトラマンに覚醒したロッソとブル、グルジオボーンに変身したグリージョらによって倒された[171]。

### 『ウルトラマンメビウス外伝 超銀河大戦』に登場するマーゴドン
てれびくん版『ウルトラマンメビウス外伝 超銀河大戦』に登場。
ヒッポリト星人が騎乗するスタイルで登場し、カプト星でレオとアストラ、80と対決する。ヒッポリト星人はマーゴドンの冷凍能力でカプト星を氷の惑星に変え、レオとアストラ、80をブロンズ像にしそれを餌にメビウスを誘い出して倒そうとする。救援に駆けつけたメロスや他のウルトラ兄弟にメビウスたちが救出されたため、彼らを氷漬けにしようとするが、ウルトラ兄弟とメロスたちの合体光線でヒッポリト星人共々粉砕された。
- 前述のように『80』ではUGMの力だけで倒されたため、映像作品・雑誌展開を通じてウルトラ戦士との交戦はこれが初となった。

## スタッフ
- 怪獣デザイン：山口修 ほか
- 着ぐるみ製作：開米プロダクション、コスモプロダクション、モンスターズ[131] ほか